# كازاخستان
قَزَاقِسْتَان (بالقزاقية: قزاقستان/) أو كَزَخِسْتَان، واسمها الرسمي جُمْهُورِيَّةُ قَزَاقِسْتَان (بالقزاقية: قزاقستان ره‌سپۇبليكاسى/Қазақстан Республикасы)، أكبر دولة بلا مَنْفَذٍ إلى المحيط والتاسعة كِبَرًا بين دول العالم وهي كبرى دول وسط آسيا. وعلى حدودها من جهة الشمال روسيا ومن جهة الشرق الصين، وعلى جنوبها ثلاث دول تركية هي من الشرق إلى الغرب قرغيزستان فأزبكستان فتركمانستان، ولها شاطئ مطل على بحر قزوين من جهة الغرب. عاصمتها اليوم أستانة ومن قبلُ كانت عاصمتها ألماطة وهي كبرى مدن قزاقستان.
قزاقستان هي الدولة الأقوى في آسيا الوسطى اقتصاديًا، حيث يبلغ ناتجها المحلي الإجمالي 60٪ من الناتج المحلي الإجمالي للمنطقة، وذلك بصورة أساسية بسبب صناعة النفط والغاز لديها. كما أن لديها موارد معدنية متنوعة. قزاقستان هي جمهورية ديمقراطية وعلمانية ودستورية لها تراث ثقافي متنوع. تشترك قزاقستان في حدودها مع روسيا والصين وقرغيزستان وأزبكستان وتركمانستان، كما تجاور جزءًا كبيرًا من بحر قزوين. تشمل تضاريس قزاقستان الأراضي المسطحة والسهوب والتايغا والأخاديد الصخرية والتلال والدلتا والجبال المغطاة بالثلوج والصحاري. يعيش في قزاقستان حوالي 20 مليون شخص اعتبارًا من 2025. بالنظر إلى مساحة الأرض الكبيرة، فإن الكثافة السكانية لها هي من بين الكثافات الأقل عالميا، حيث تقل عن 6 أشخاص لكل كيلومتر مربع.
تاريخيا كانت أراضي قزاقستان مأهولة بمجموعات وإمبراطوريات بدوية. في العصور القديمة، سكن السكوثيون تلك الأراضي وتوسعت الإمبراطورية الأخمينية الفارسية نحو الإقليم الجنوبي من البلاد (بحدودها الحالية). كان الرحل الأتراك الذين ينتمون إلى العديد من السلالات التركية، مثل خانية غوك تورك، وما إلى ذلك، يسكنون البلاد طوال تاريخ البلاد. في القرن الثالث عشر، انضمت المنطقة إلى الإمبراطورية المنغولية تحت حكم جنكيز خان. بحلول القرن السادس عشر، ظهر القزاق كمجموعة متميزة، مقسمة إلى ثلاثة أجزاء (سلالات تحتل مناطق محددة). بدأ الروس في التقدم إلى السباسب القزاقستانية في القرن الثامن عشر، وبحلول منتصف القرن التاسع عشر، حكموا اسميا كل قزاقستان كجزء من الإمبراطورية الروسية. في أعقاب الثورة الروسية عام 1917، والحرب الأهلية اللاحقة، أعيد تنظيم أراضي قزاقستان عدة مرات. في عام 1936، أصبحت جمهورية قزاقستان الاشتراكية السوفيتية جزءا من الاتحاد السوفيتي.
كانت قزاقستان آخر الجمهوريات السوفيتية التي أعلنت استقلالها أثناء تفكك الاتحاد السوفيتي عام 1991. وقد وصف نور سلطان نزارباييف، أول رئيس لقزاقستان، بأنه سلطوي، واتهمت حكومته بالعديد من انتهاكات حقوق الإنسان، بما في ذلك قمع المعارضة والرقابة على وسائل الإعلام. استقال نزارباييف في مارس 2019، مع تولي رئيس مجلس الشيوخ قاسم-جومارت توكاييف منصب الرئيس المؤقت. عملت قزاقستان على تطوير اقتصادها، وخاصة صناعة الهيدروكربونات. تقول هيومن رايتس ووتش إن «قزاقستان تقيد بشدة حرية التجمع والتعبير والدين»، وتصف منظمات حقوق الإنسان الأخرى بانتظام وضع حقوق الإنسان في قزاقستان بأنه سيئ.
يوجد 131 عرقًا في قزاقستان تشمل القزاق (63٪ من السكان) والروس والأزبك والأكرانيين والألمان والتتار والأويغور. الإسلام هو دين حوالي 70 ٪ من السكان، مع ممارسة نحو 26% من السكان المسيحية. تسمح قزاقستان رسميًا بحرية الدين، لكن مع ذلك يتم قمع الزعماء الدينيين الذين يعارضون الحكومة. اللغة القزاقية هي اللغة الرسمية، والروسية لها وضع رسمي أيضا لجميع الأغراض الإدارية والمؤسسية. قزاقستان عضو في الأمم المتحدة، منظمة الدول التركية، منظمة التجارة العالمية، رابطة الدول المستقلة، منظمة شنغهاي للتعاون (SCO)، الاتحاد الاقتصادي الأوروآسيوي، منظمة معاهدة الأمن الجماعي، منظمة الأمن والتعاون في أوروبا، منظمة التعاون الإسلامي، والمنظمة الدولية للثقافة التركية.

## التسمية

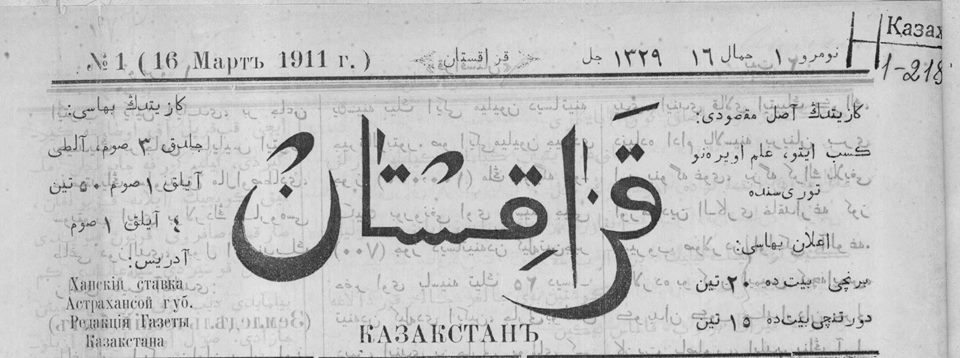
صحيفة قزاقستان سنة 1911 للميلاد

قزاقستان أو قفجاق كما تسمى قديماً بالقزاقية (Қазақстан، Qazaqstan، ألفبائية صوتية دولية /qɑzɑqˈstɑn/) (الروسية: Казахстан، Kazakhstán،  /kɐzəxˈstɐn/). وكازخستان تعني موطن الشعب القزاقي الذي ينتشر في روسيا والصين وتركيا وأزبكستان بالإضافة لكازخستان. ومع نشوء الدولة الكازخية الحديثة، استعمل مصطلح «قزاقي» على مواطني كازخستان مهما كان أصولهم. وكلمة «قزاقي» هي كلمة تركية الأصل وتعني «الحر والمستقل» والتي ترمز لحياة البداوة الحرة والسكان الذين يتنقلون بحرية على صهوة الجواد. أما مصطلح «ستان» فهي كلمة فارسية الأصل وتعني «موطن» أو «أرض». وبهذا، تعني قزاقستان «موطن الأحرار».

## التاريخ

### خانية القزاق
كانت قزاقستان مأهولة منذ العصر الحجري الحديث بالبشر - وكانوا صيادين ومربي ماشية ويعتقد علماء التاريخ البشري بأن الهندوأوروبيين هم أول من دجنوا واستخدموا الأحصنة ، ولكن هذا الاعتقاد تبين أنه اعتقاد خاطئ بعد الاكتشافات التي ظهرت في ما يُعرف بحضارة المقر؛ حيث اكتشفت تماثيل لأحصنة ملجمة.
وكانت آسيا الوسطى تسكنها الشعوب الهندوآرية الأصلية بالأخص السكوثيون. وفي القرن الخامس الميلادي، وربما قبل ذلك، استوطنتها الشعوب التركية وأصبحوا الأكثرية. وفي القرن الحادي عشر، دخلها شعوب الكومان واستوطنوا سهولها ثم اتحدوا مع قبائل القفجاق وشكلوا اتحاد الكومان والقفجاق الشاسع. وفي هذه الحقبة، شكلت مدينتي تاراز وحضرت تركستان مركزين أساسيين في طريق الحرير. بدأ الاتحاد السياسي للبلاد بعد الغزو المغولي في القرن الثالث عشر الميلادي والذين أنشؤوا القطاعات ونظموا السياسة التي تطورت بشكلا دولة عرفت بخانية القزاق أو الكازخستان. واستمرت ثقافة البداوة والترحال ورعاية الماشية كأسلوب حياة في الهضاب، وبدأ في القرن الخامس عشر نشوء الهوية القزاقية المستقلة وخاصة بين القبائل التركية والتي استقوت في القرن السادس عشر بتطور اللغة القزاقية وثقافتها واقتصادها. واستمرت صدامات الأمراء القزاقيين مع الشعوب الناطقة بالفارسية في الجنوب. سيطرت خانية القزاق على مجمل آسيا الوسطى وبخاصة أراضي الكومينين. وخلال هذه الفترة، قام القزاق بغزوات متكررة على الأراضي الروسية لسبي العبيد. وفي الفترة بين القرن السادس عشر والثامن عشر، كانت القبائل القزاقية المسيطرة على المناطق انضمت إلى جانب قبائل الأويراتيين. وفي بدايات القرن السابع عشر، كثرت الصراعات بين الأمراء القزاقيين والذيم قسموا البلاد إلى ثلاث مناطق تعرق بالجزء الأعظم والأوسط والأصغر. وأدت هذه الصراعات، بالإضافة لاضمحلال التجارة العالمية الغابرة للبلاد، إلى إضعاف خانية القزاق. واستغل الأزبكيين الوضع واستولوا على شبه جزيرة مانغيشلاك واستحكموا بالبلاد لقرنين قادمين.

### الإمبراطورية الروسية

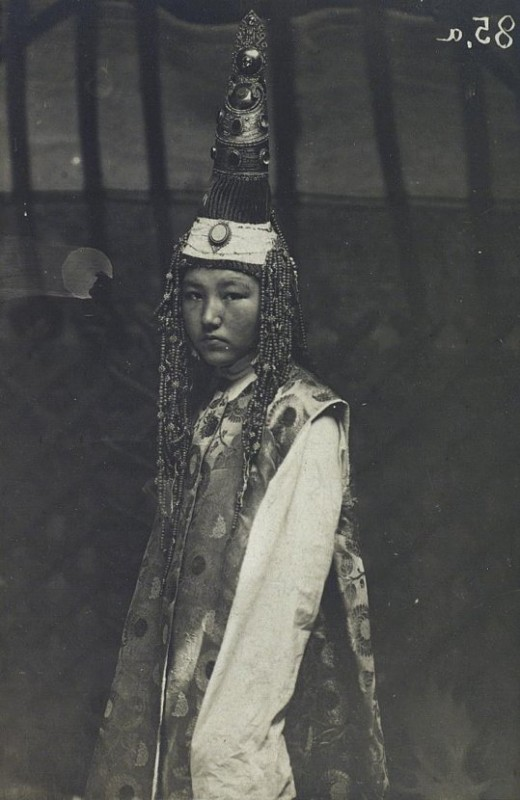
امرأة كازاخستانية ترتدي ملابس الزفاف، القرن التاسع عشر

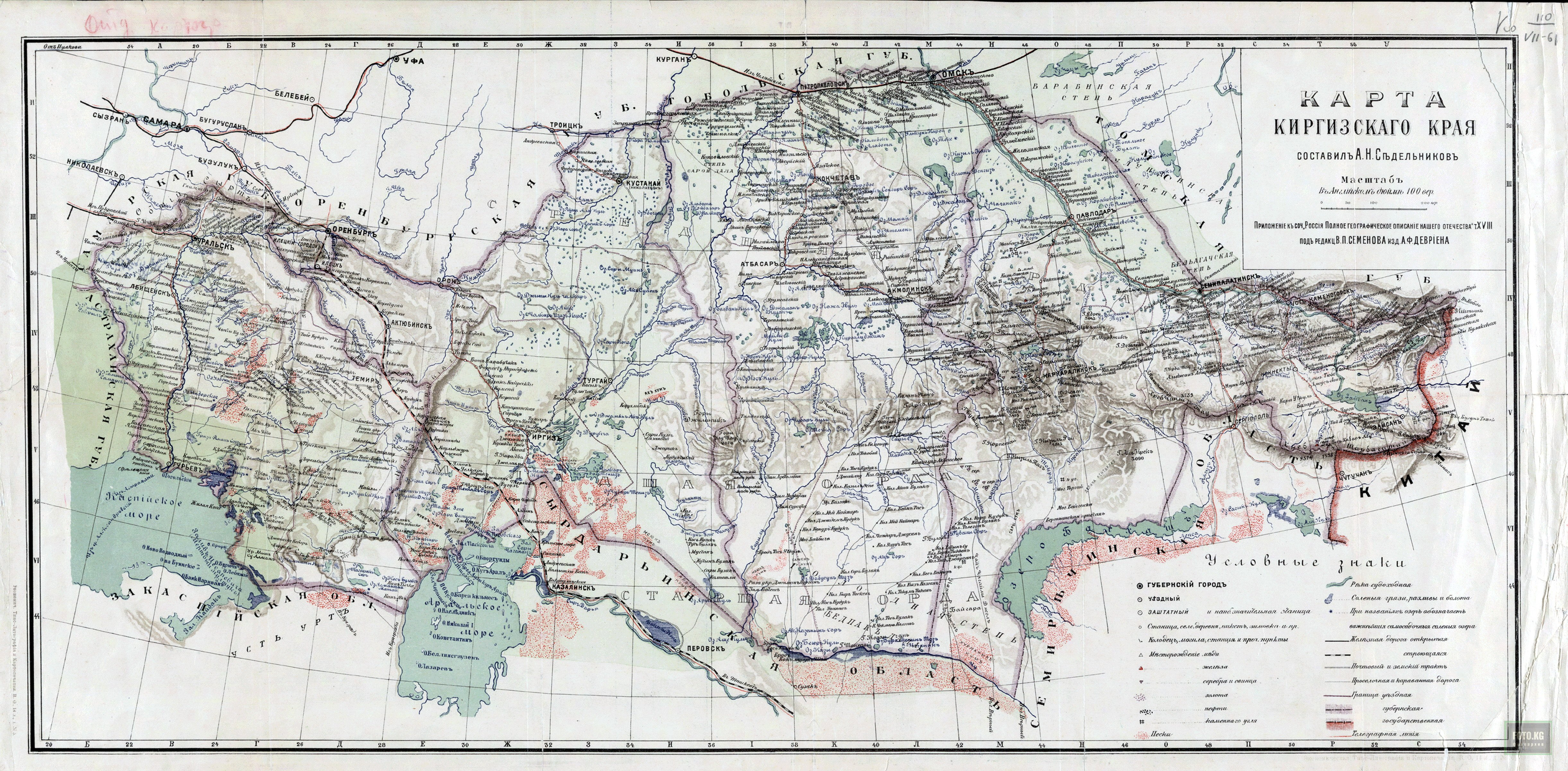
خريطة منطقة قيرغيزستان (1903)

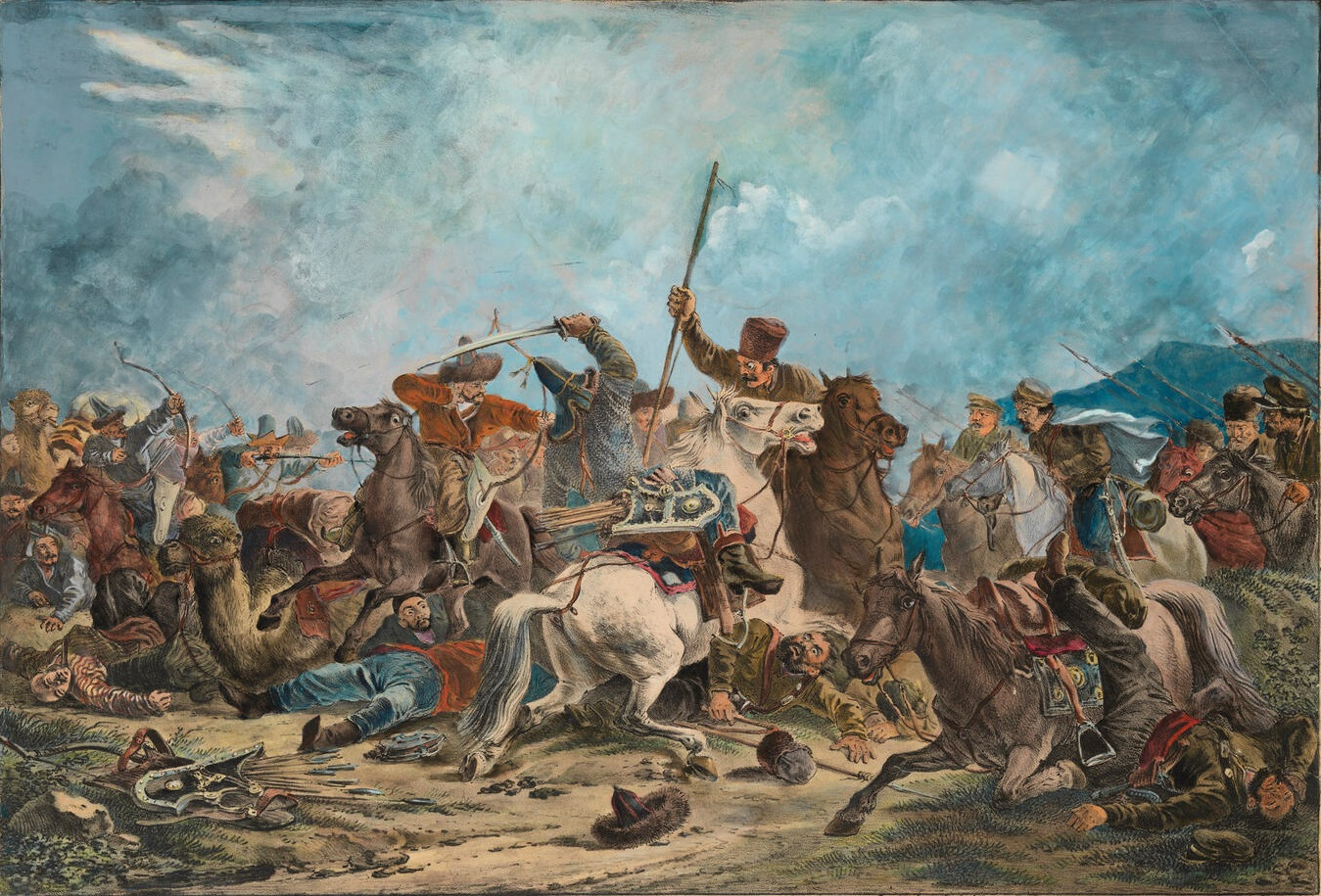
ألكسندر أورلوفسكي، مناوشة بين القوزاق الأوراليين والكازاخستانيين (أطلق الروس على الكازاخستانيين اسم "القرغيز"، القيرغيز-القيصاق)، طباعة حجرية، 1826

كانت أراضي شمال ووسط كازاخستان مأهولة منذ فترة طويلة بقبائل الكيبشاك، وكانت أراضي جنوب شرق كازاخستان مأهولة بقبائل أويسون. وقد وضعوا الأساس لتشكيل العرق الزوز الكبرى والوسطى للكازاخ. وصل الكيريس والأواك إلى منطقة إرتيش في بداية القرن الثالث عشر استمر الصراع مع خانات يرقند، في عام 1560، هزم خان عبد الرشيد خاك نزار في سميرتشي، ولكن سرعان ما ألحق جيش الكازاخستاني القيرغيزي الموحد هزيمة انتقامية، وتوفي ابن عبد الرشيد أيضًا في المعركة. ومع ذلك، في المعركة التالية على إميل، هُزم الكازاخستانيون وتراجعوا من سميرتشي. هُزم الجيش الكازاخستاني بقيادة السلطان توكل خان على يد الزونغار، فانسحب إلى طشقند. لاحقًا، بدأت الإمبراطورية الروسية ببناء خطوط من الحصون. امتد الخط الجديد عميقًا في معسكرات البدو في منطقة الزوز الوسطى لمسافة 200-250 ميلًا.

### النفوذ الروسي
كانت البلاد محل نزاع على النفوذ بين الحضارتين الصينية والروسية ومرت بأحلاف وصدامات عسكرية لتنتهي بالوصاية الروسية ثم الحكم المباشر لموسكو في القرن التاسع عشر واستطاع القياصرة الروس حكم كل الأراضي القزاقية حتى عام 1907.
أُعلنت قزاقستان كجمهورية سوفييتية في 1917. جرت محاولات لتوطين السكان الرحل الذين سكنوا تاريخيا المنطقة، مما أدى إلى تعرضهم لمجاعة خلال سنوات 1931-1933. في السنوات اللاحقة لحكم ستالين أصبحت قزاقستان في إطار مخيمات العمل "ستبلاك" مكانا لعدة عمليات تهجير خاصة بعد الحرب العالمية الثانية التي طالت أعراقاً كاملة كتتار القرم والبولونيين والشيشانيين وألمان الفولغا وآخرين.
لاحقا أصبحت قزاقستان مكاناً لعدة مشاريع سوفييتية ناجحة كسيميبالاتينسك ومخابره النووية، ومركز بيكاونور الفضائي وحملة الأراضي العذراء.

### الاستقلال
بعد تفكك الاتحاد السوفيتي وقيام روسيا والجمهوريات السلافية الواقعة في القسم الأوروبي، أعلنت قزاقستان استقلالها في كانون الأول ديسمبر 1991. الأعوام التالية شهدت هجرات جماعية واسعة خاصة من قبل الشعوب الغير قزاقية والذين شعروا بالإبعاد عن الأحداث الجارية. ولكن الوضعية الاقتصادية بدأت بالاستقرار في السنوات الأخيرة، مع نمو واضح وحركة هجرة معاكسة. رئيس الدولة الذي على رأس السلطة منذ 1990، نور سلطان نزاربييف، ما زال رئيسا للبلاد وأُعيد انتخابه لـ 7 سنوات في 2005.
في 1997، حولت عاصمة البلاد من ألماتي، في جنوب شرق البلاد، إلى اكمولا (اكمولسينك، تسيلونيقراد)، والتي أصبحت تسمى أستانا (أي «العاصمة» بالقزاقية)، وهي مدينة تقع في شمال البلاد الأقرب إلى مركزها الجغرافي. وقد تطورت كمركز حضري رئيسي بعد حملة حملة الاراضي العذراء. تم تغيير اسم المدينة إلى نور سلطان في 23 مارس 2019.

### الترسانة النووية
بعد تفكك الاتحاد السوفيتي ورثت قزاقستان ترسانة نووية من الرؤوس الحربية الاستراتيجية بلغ عددها 1400 رأس، وقذائف بالستية عابرة للقارات بلغ عددها 104 قذائف، وهذه ترسانة كان من شأنها أن تجعلها الدولة الثالثة في العالم من حيث ضخامة ترسانتها الحربية النووية.
وكان نزع السلاح النووي في قزاقستان وحدها نصرا مهما لحكومتي روسيا والولايات المتحدة.

## السياسة والحكومة
|                            |                                      |
| قاسم جومارت توكاييف الرئيس | أولياس بيكتينوف رئيس وزراء كازاخستان |

رسميًا، كازاخستان جمهورية ديمقراطية علمانية دستورية موحدة، تتبنى كازاخستان نظام الحكم الرئاسي ويعتبر الرئيس رأس الدولة والقائد الأعلى للقوات المسلحة. تولى نور سلطان نزارباييف رئاسة الجمهورية منذ 1 ديسمبر من عام 1991 وحتى استقالته في 2019، وقد أجريت آخر انتخابات في 4 ديسمبر 2005 حيث حصل الرئيس الحالي على نسبة تجاوزت 91% من الأصوات. صدر دستور البلاد في 30 أغسطس 1995 وهو يصف قزاقستان على أنها دولة ديمقراطية وأن الشعب هو مصدر السلطات.
وبصفته رئيساً للدولة يتولى رئيس الجمهورية الإشراف على الحكومة. وهو مفوض بتعيين وعزل أعضاء الوزارة ورؤساء أعضاء المحكمة الدستورية والمحكمة العليا ومحكمة التحكيم العليا والنائب العام ورئيس البنك المركزي وهو مفوض بعقد الاستفتاءات وإعلان حالة الطوارئ.
وفق التعديلات الدستورية التي وقع عليها رئيس الجمهورية بتاريخ 22 مايو 2007 م. خفضت فترة ولاية رئيس الجمهورية من سبع إلى خمس سنوات وهذه القاعدة دخلت حيز التنفيذ اعتبارا من سنة 2012 م.

### رئيس الوزراء
يتولى رئيس الجمهورية تعيين رئيس الوزراء (رئيس الحكومة)، ويتولى رئيس الوزراء تحديد هيكل الحكومة وتعيين وعزل أعضائها وإنشاء وإلغاء الهيئات التنفيذية المركزية على مستوى الجمهورية. وتمارس الحكومة عملها خلال المدة الرئاسية وتستقيل قبل بداية كل مدة رئاسية. ومنذ يناير 2007 يتولى السيد كريم ماسيموف رئاسة الوزراء في قزاقستان.
وفق التعديلات الدستورية التي وقع عليها رئيس الجمهورية بتاريخ 22 مايو 2007 م. يتم تعيين رئيس الوزراء من قبل رئيس الجمهورية بعد الاستشارات مع جماعات الأحزاب السياسية في البرلمان وبعد موافقة أغلبية النواب في مجلس النواب.

### الهيئة التشريعية
تتكون الهيئة التشريعية من مجلسين برلمانيين المجلس الأعلى- الشيوخ- ويضم 39 عضواً ويتولى الرئيس تعيين 7 أعضاء أما الباقي وعددهم 32 عضواً فيتم انتخابهم من خلال اجتماعات خاصة لهيئات التمثيل المحلية (نواب المصالح). ووفق التعديلات الدستورية التي وقع عليها رئيس الجمهورية بتاريخ 22 مايو 2007 م. يزداد عدد الأعضاء في مجلس الشيوخ بثمانية أعضاء بحيث يصل عددهم إلى 47 نائبا. تحدد مدة منصب أعضاء مجلس الشيوخ بست سنوات وتجرى عملية إعادة الانتخابات مرة كل سنتين، ويرأس مجلس الشيوخ قاسم جومارت توقاييف.
أما المجلس الأدنى- المجلس- فيضم 77 عضواً ويتم انتخاب 67 نائباً من خلال نظام الأغلبية. ويجري انتخاب 10 نواب آخرين من خلال التمثيل النسبي. ووفق التعديلات الدستورية التي وقع عليها رئيس الجمهورية بتاريخ 22 مايو 2007 م. يزداد عدد الأعضاء في مجلس النواب بثلاثين عضوا بحيث يصل عددهم إلى 107 نائبا. كما تم توسيع صلاحيات البرلمان وسيشكل البرلمان الثلثين من أعضاء المجلس الدستوري والثلثين من لجنة الانتخابات المركزية والثلثين من اللجنة الحاسبة. وتبلغ مدة منصب النائب 5 سنوات، ويتولى رئاسة المجلس حالياً أورال محمد جانوف.
في 20 يونيو 2007 م. وقّع فخامة الرئيس السابق نورسلطان نزارباييف رئيس جمهورية قزاقستان على المرسوم بشأن حل مجلس النواب في برلمان الجمهورية. وتم تحديد الموعد للانتخابات التشريعية المبكرة بتاريخ 18 أغسطس للعام الجاري.

### الأحزاب السياسية
يوجد في قزاقستان حالياً 10 أحزاب سياسية مسجلة. وأكبر هذه الأحزاب حالياً هو الحزب الشعبي الديمقراطي «نور-أوتان».

### مؤتمر التفاعل وإجراءات بناء الثقة في آسيا
تحرص قزاقستان على تعزيز أجواء الاستقرار والثقة في جميع أنحاء آسيا وتسعى إلى إيجاد حلول سلمية عادلة للصراعات، وقد عقد المؤتمر الأول للتفاعل وإجراءات بناء الثقة في آسيا سنة 1992 بموجب مبادرة من الرئيس نزارباييف التي أعلنت في الدورة السابعة والأربعين للجمعية العامة للأمم المتحدة.
ويهدف المؤتمر إلى إيجاد التعاون البناء بين الدول بغرض توفير الاستقرار والأمن في المنطقة إضافةً إلى تعزيز السلام وحل النزاعات وتقوية التعاون الإقليمي والعالمي في مكافحة الإرهاب وتعزيز التسامح والتفاهم المتبادل. ومن الأهداف الشاملة للمؤتمر تحقيق الاستقرار السياسي في قارة آسيا. وقد عقدت أول قمة لرؤساء الدول المشاركة في مؤتمر التفاعل وإجراءات الثقة في آسيا في شهر يونيو 2002 في الماتي، وشارك في المؤتمر 18 دولة من بينها روسيا والصين والهند وباكستان ومصر وفلسطين.
وهنالك 10 دول تحظى بوضع مراقب في المؤتمر ويتوقع انضمام عدد آخر من الدول للمؤتمر عند عقد الاجتماع الوزاري سنة 2008. تبلغ المساحة الإجمالية للدول المشاركة في المؤتمر 38.8 مليون كيلو متر مربع، وعدد سكانها 2.8 مليار نسمة، وهذا يشكل حوالي 45% من سكان العالم. وعقد المؤتمر الثاني للتفاعل وإجراءات الثقة في آسيا في 17 يونيو 2006 في ألماتي. وقد حضر وزير خارجية دولة الإمارات العربية المتحدة سمو الشيخ عبد الله بن زايد آل نهيان بصفة مراقب.
أصبح مؤتمر التفاعل وإجراءات بناء الثقة في آسيا عاملا مهما في العلاقات الدولية المعاصرة. في سنة 2007 م. تم التوصل إلى التقدم الملحوظ في تنفيذ الهدف الأساسي للمؤتمر. على أساس «كاتالوج إجراءات بناء الثقة في آسيا» وضعت الوثيقة العملية «الطريقة التعاونية في تحقيق إجراءات بناء الثقة في آسيا» التي تم قبولها في جلسة اللجنة لكبار المسؤولين في مارس للعام الجاري بمدينة بانكوك
وتقدمت الأمانة العامة للمؤتمر بالطلب إلى الأمين العام لهيئة الأمم المتحدة لتقديم صفة المراقبة في الأمم المتحدة.
إن مؤتمر التفاعل وإجراءات بناء الثقة في آسيا في شكله الحالي عبارة عن الساحة لتبادل الأراء والحوار المفتوحة للجميع. ويهدف المؤتمر إلى دعم الجهود الرامية إلى تقريب الشرق والغرب في والتفاهم المتبادل للقضايا الأساسية في النظام العالمي المعاصر.
وبهذا الصدد تهتم الأمانة العامة للمؤتمر بمشاركة دول الشرق الأوسط بصفة الأعضاء والمراقبين كما تهتم بالتعاون مع جامعة الدول العربية ومجلس التعاون لدول الخليج العربية ومنظمة المؤتمر الإسلامي.

### مؤتمر زعماء الأديان العالمية والتقليدية
عقد المؤتمر الأول لزعماء الأديان العالمية والتقليدية في سبتمبر 2003 بمبادرة من الرئيس نزارباييف. ويتمثل الهدف الرئيسي من المؤتمر في صياغة الحوار بين الأديان في هذا العالم المضطرب، والتقريب بين الحضارات من خلال الحوار ودعم جهود حل النزاعات بطريقة سلمية.
ويعتبر هذا المؤتمر منبراً جديداً متميزاً لإنشاء حوار بين الأديان والحضارات والأمم المختلفة سعياً لتحقيق السلام. وقد استندت قزاقستان في استضافتها لمؤتمر زعماء الأديان العالمية والتقليدية إلى المبادئ التالية:
- احترام حقوق الإنسان.
- توازن المصالح العامة والدينية.
- التعاون وتحقيق التعاون المتبادل.
وقد برز مؤتمر زعماء الأديان العالمية والتقليدية كمنبر عالمي متميز منذ دورته الأولى. وفي سبتمبر 2006 اجتمع في مدينة أستانا زعماء الأديان ينتمون إلى أكثر من خمسين دولة تحت مظلة مؤتمر زعماء الأديان العالمية والتقليدية الثاني.
في الفترة ما بين 18-19 سبتمبر للعام 2007 م. عقدت بمدينة أستانة الجلسة السادسة للأمانة العامة لمؤتمر زعماء الأديان العالمية والتقليدية. وخلال الجلسة السادسة يتم بحث المسائل المتعلقة بإعداد المؤتمر الثالث. وسيشارك في أعمال الجلسة السادسة من الجانب الإماراتي السيد محمد عبيد المزروعي مدير المساجد في الهيأة العامة للأوقاف والشؤون الإسلامية بوزارة العدل لدولة الإمارات العربية المتحدة.

## التقسيمات الإدارية

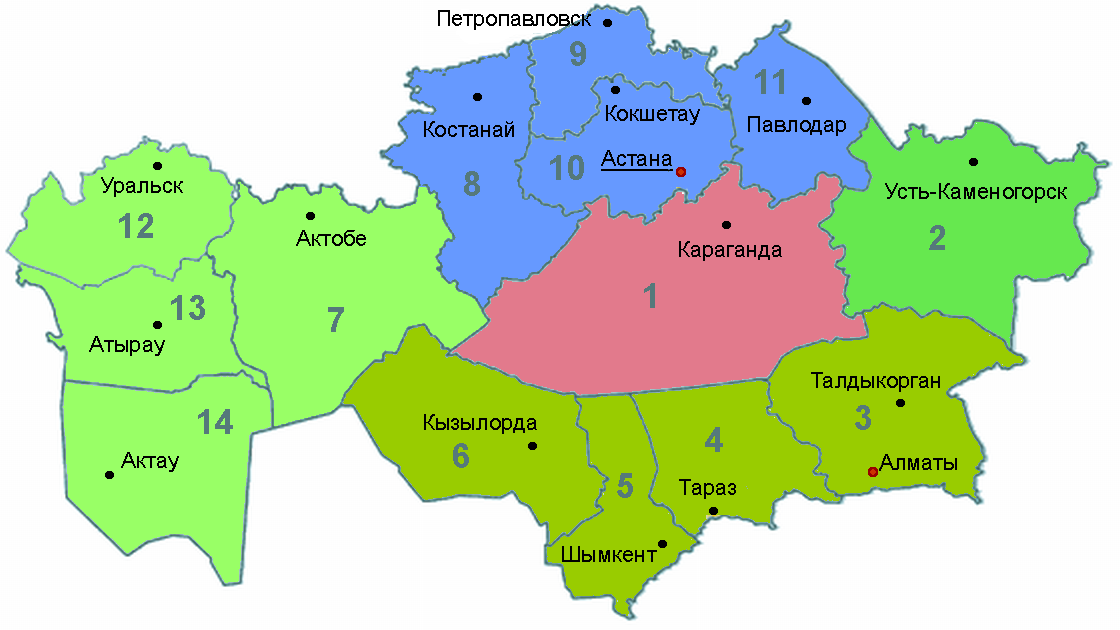
الأرقام على الخارطة مطابقة مع الجدول

عدا عدة تغييرات، التقسيم الإداري لجمهورية قزاقستان هو نفسه تقسيم الجمهورية الاشتراكية السوفيتية القزاقية. نظام التقسيمات الإدارية بقي نفسه كالاتحاد السوفيتي. أكبر وحدة إدارية هي الاوبليس (في الجمع القزاقي: أوبليستار) أو أبلاست (بالروسية) وتعني «مقاطعة».
قزاقستان مقسمة ل 14 مقاطعة و3 مدن بوضع خاص.
| رقم: | اوبليس (أو اوبلاست):    | مركز إداري: | مساحة الاوبليس: | تعداد السكان: |
| ---- | ----------------------- | ----------- | --------------- | ------------- |
| 1    | اوبليس كراغندي          | كراغندي     | 428 000 (كم²)   | 1 411 700     |
| 2    | اوبليس قزاقستان الشرقية | أوسكمان     | 283 300 (كم²)   | 1 530 800     |
| 3    | اوبليس الماطي           | تالديكوركان | 224 000 (كم²)   | 1 589 200     |
| 4    | اوبليس جامبيل           | تاراس       | 144 000 (كم²)   | 983 900       |
| 5    | اوبليس قزاقستان الأوسط  | شيمكانت     | 118 600 (كم²)   | 1 976 700     |
| 6    | اوبليس كيزيلوردا        | كيزيلوردا   | 226 000 (كم²)   | 596 300       |
| 7    | اوبليس اكتوبي           | اكتوبي      | 300 600 (كم²)   |               |
| 8    | اوبليس كوستناي          | كوستناي     | 196 000 (كم²)   | 1 019 600     |
| 9    | اوبليس قزاقستان الشمالي | بتروبافل    | 123 200 (كم²)   | 725 900       |
| 10   | اوبليس اكمولا           | كوكشتاو     | 121 400 (كم²)   | 835 700       |
| 11   | اوبليس بافلودار         | بافلودار    | 124 800 (كم²)   | 743 800       |
| 12   | اوبليس قزاقستان الغربي  | اورال       | 151 300 (كم²)   | 617 700       |
| 13   | اوبليس اتييرو           | اتييرو      | 118 600 (كم²)   | 439 900       |
| 14   | اوبليس مانكيستاو        | أكتاو       | 118 600 (كم²)   |               |

المدن الثلاث بوضع خاص هي:
- ألماطي العاصمة السابقة.
- أسطانا العاصمة الجديدة.
- بيكانور مدينة المركز الفضائي.

## الجغرافيا

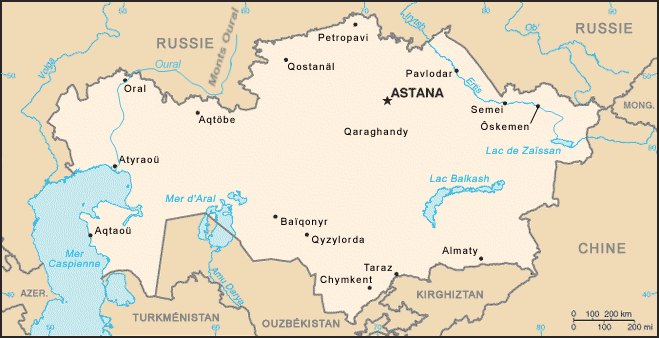
الخارطة السياسية لقزاقستان

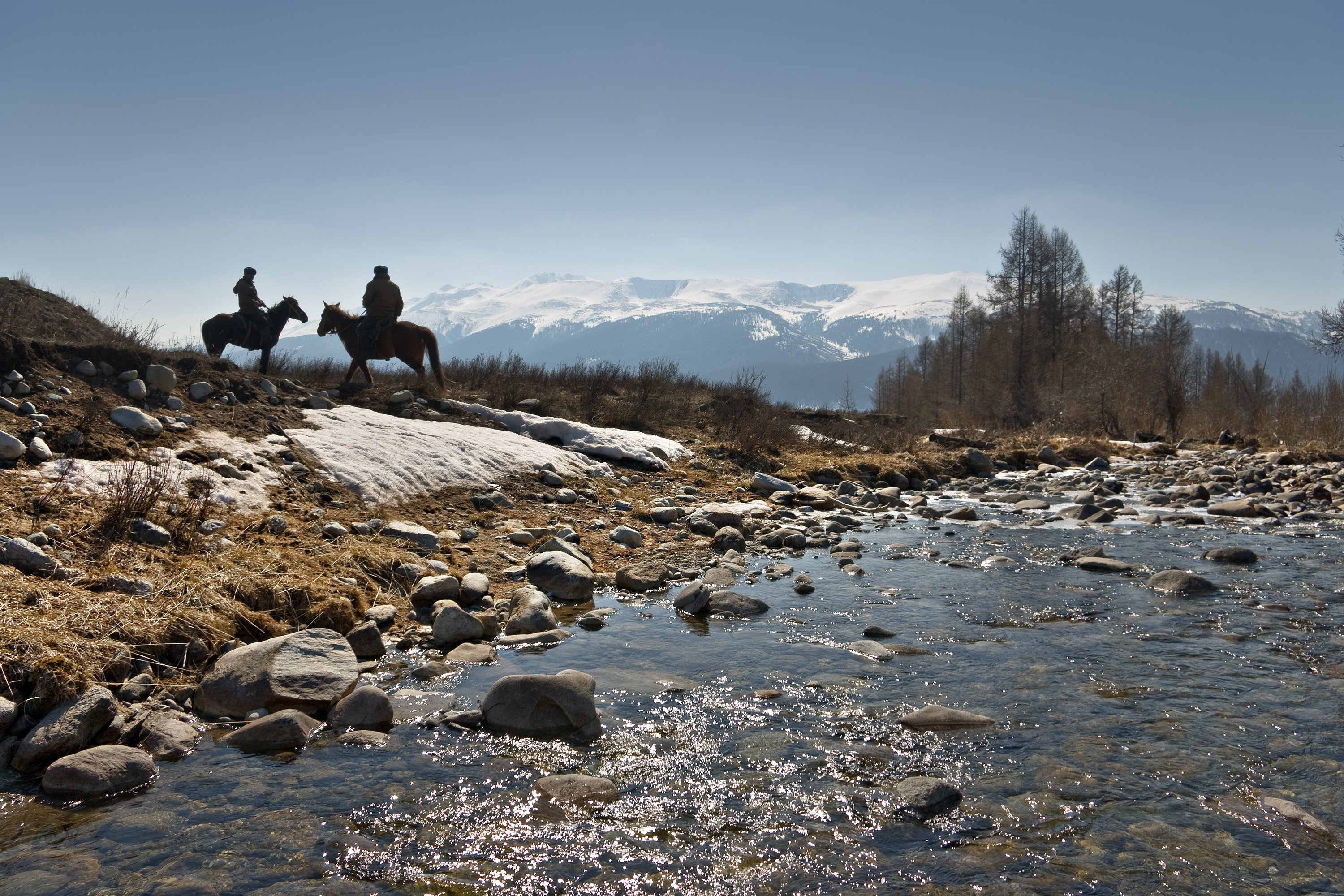
موظفون الحراجية في محمية ماراكاكول في جبال التاي.

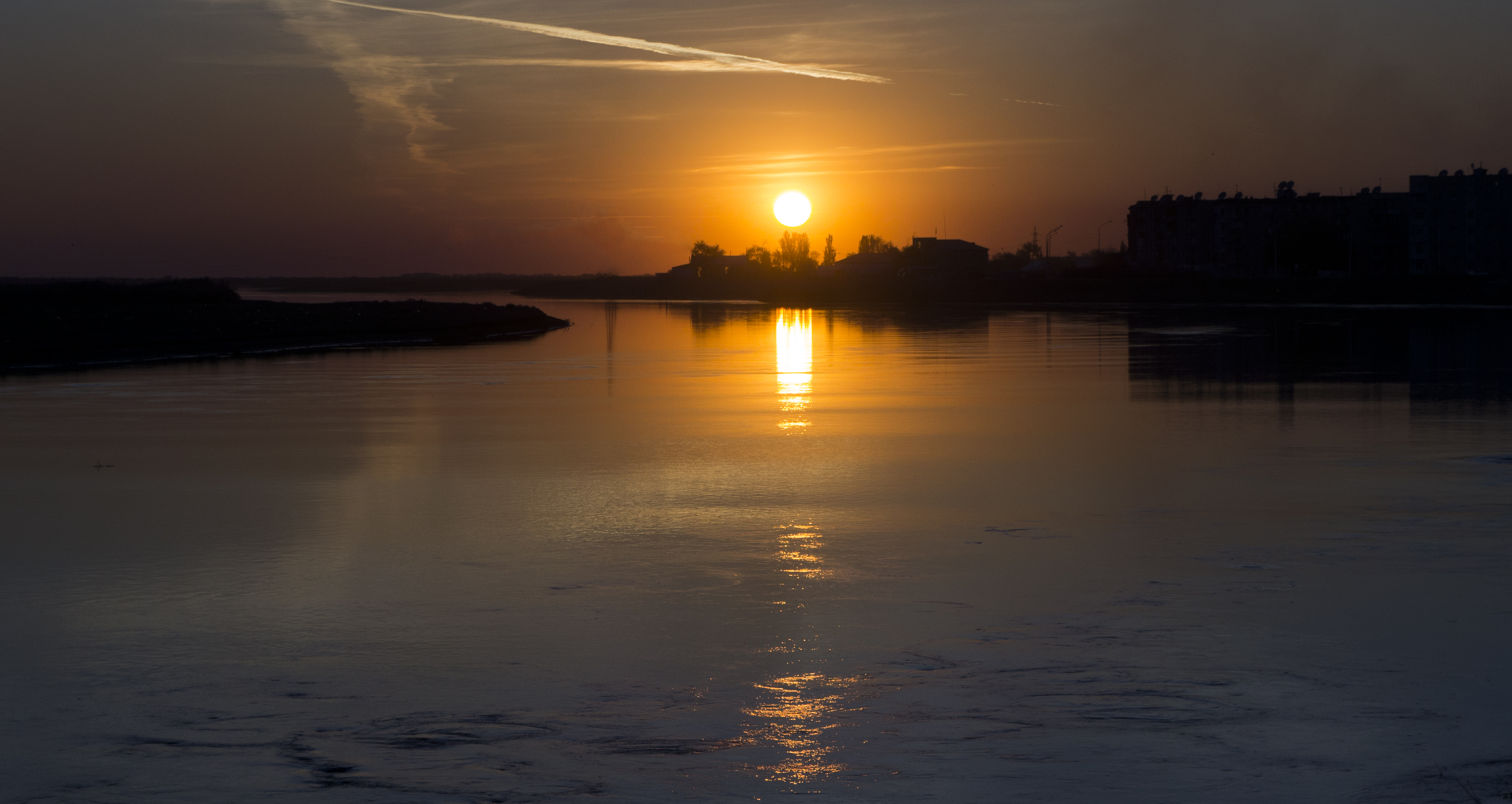
نهر سير داريا واحد من الأنهار الرئيسية في آسيا الوسطى الذي يتدفق عبر قزاقستان.

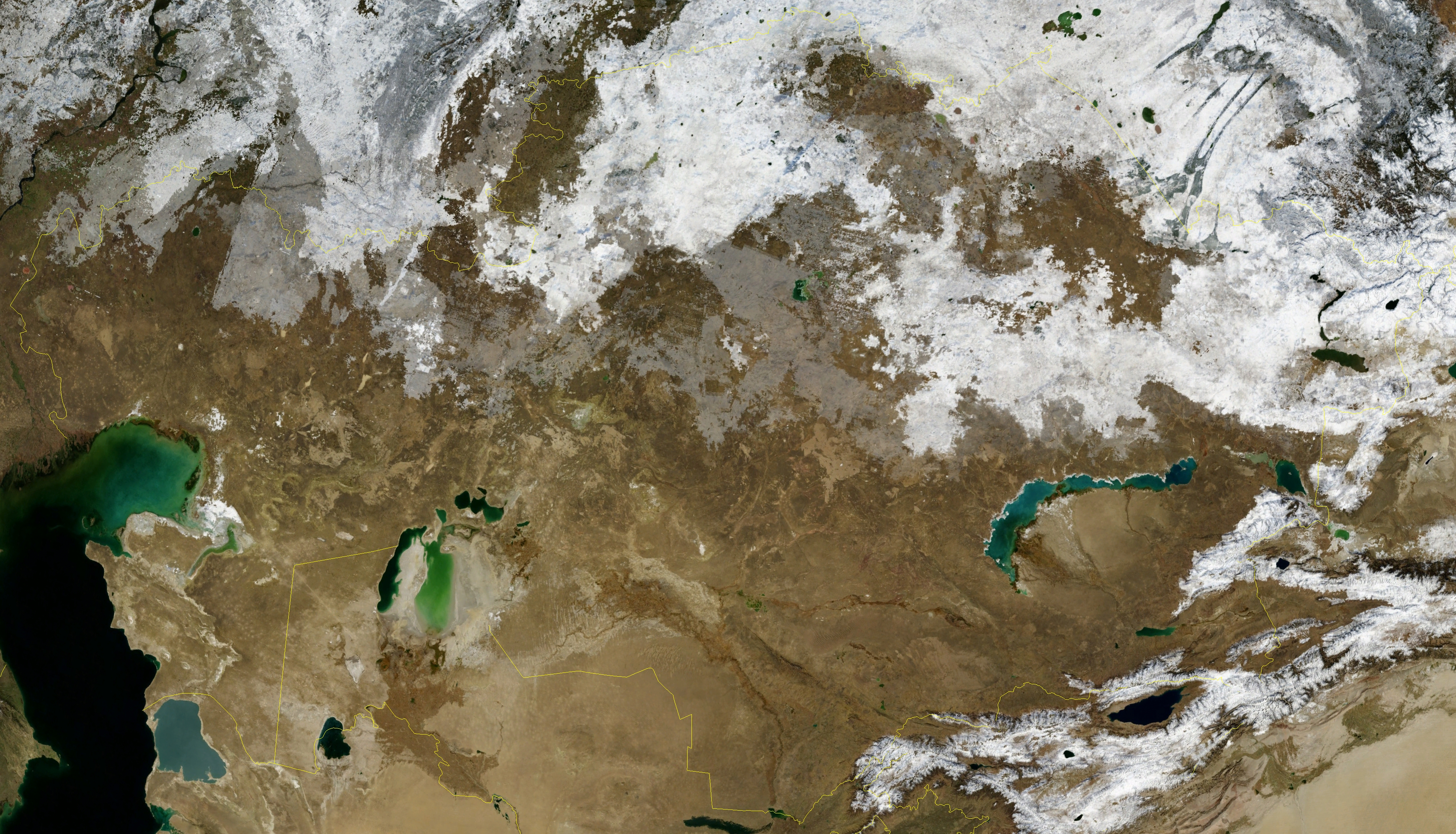
صورة القمر الصناعي لكازاخستان (نوفمبر 2004)

تقع جمهورية قزاقستان في وسط قارة أوراسيا. ويمتد إقليمها من منخفضات نهر الفولجا في الغرب إلى سفوح جبال التاي في الشرق حوالي مسافة 3000 كم، ومن منخفضات سيبيريا الغربية في الشمال إلى سلسلة جبال تيان شان في الجنوب حوالي مسافة 12000 كم. وتمتد حدود قزاقستان لمسافة تتجاوز 12000 كم حيث تمتد حدود قزاقستان مع جمهورية الصين الشعبية لمسافة 1460 كم ومع قيرغيزستان 980 كم ومع تركمانستان 380 كم ومع أزبكستان 2300 كم ومع روسيا الاتحادية 6467 كم.
وبفضل موقعها بين قارتي أوروبا وآسيا، حظيت قزاقستان منذ أقدم الأزمنة بالروابط السياسية والاقتصادية والتجارية والثقافية مع الأمم الأخرى.
ومن حيث المساحة تعتبر قزاقستان تاسع أكبر دولة في العالم بعد روسيا والصين والولايات المتحدة والأرجنتين والبرازيل وكندا والهند وأستراليا، وثاني أكبر دولة ضمن منظومة دول الكومنولث المستقلة. وأكبر دولة إسلامية من ناحية المساحة.
تتميز قزاقستان بتنوع تضاريسها الجغرافية، ففي المناطق الجنوبية والشرقية نجد سلاسل الجبال التي تشكل حوالي 10% من المساحة الإجمالية، وهناك السهول التي تشكل مساحتها 26% من مساحة قزاقستان. أما الصحارى فتبلغ مساحتها 167 مليون هكتار (44%) والمناطق شبه الصحراوية (14%)، أما الغابات فتبلغ مساحتها 21 مليون هكتار.
يوجد في قزاقستان 8500 نهر، أكبرها هو الأورال والإمبا الذي يصب في بحر قزوين وسيرداريا الذي يصب في بحر آرال، وهناك آيرتيش وإيشيم وتوبول التي تجري في كافة أنحاء البلاد وصولاً إلى المحيط القطبي الشمالي. وهناك 48000 بحيرة في قزاقستان، وأكبرها بحر الآرال، بالكاش، زايسان، الاكول، تينغيز وسيلتينغيز. وتسيطر قزاقستان على الجزء الأكبر من الساحل الشمالي وعلى نصف الساحل الشرقي لبحر قزوين. ويبلغ طول سواحل قزاقستان الواقعة على بحر قزوين 2340 كم.

### المناخ

خريطة تصنيف كوبن للمناخ في كازاخستان

تتمتع كازاخستان بمناخ قاري شديد البرودة، وتقع داخل السهوب الأوراسية، التي تضم السهوب الكازاخية، بصيف حار وشتاء بارد. في الواقع، تُعدّ أستانا ثاني أبرد عاصمة في العالم بعد أولان باتور. يتفاوت هطول الأمطار بين ظروف قاحلة وشبه قاحلة، ويكون الشتاء جافًا بشكل خاص.
| الموقع   | يوليو (°مئوية) | يوليو (°F) | يناير (°مئوية) | يناير (°F) |
| -------- | -------------- | ---------- | -------------- | ---------- |
| ألماتي   | 30/18          | 86/64      | 0/−8           | 33/17      |
| شيمكنت   | 32/17          | 91/66      | 4/−4           | 39/23      |
| كارقندا  | 27/14          | 80/57      | −8/−17         | 16/1       |
| آستانا   | 27/15          | 80/59      | −10/−18        | 14/−1      |
| بافلودار | 28/15          | 82/59      | −11/−20        | 12/−5      |
| أكتوبي   | 30/15          | 86/61      | −8/−16         | 17/2       |

## الاقتصاد
يعتمد الاقتصاد بقزاقستان أساساً على صادرات النفط، الذي يمثل 56% من قيمة الصادرات و55% من ميزانية الدولة. حسب بعض التقديرات، يملك البلد احتياطات نفطية تعادل احتياطات العراق ولكنها توجد في طبقات عميقة، ما يفسر التاخر في استغلالها.
تعتبر قزاقستان إحدى أهم الدول المنتجة للغاز في آسيا.

### الزراعة
تشكل الزراعة ما يقرب من 5٪ من الناتج المحلي الإجمالي في قزاقستان. الحبوب والبطاطس والخضروات والبطيخ والثروة الحيوانية هي السلع الزراعية الأكثر أهمية. تحتل الأراضي الزراعية أكثر من 846,000 كيلومتر مربع (327,000 ميل مربع). تتكون الأراضي الزراعية المتاحة من 205,000 كيلومتر مربع (79,000 ميل مربع) من الأراضي الصالحة للزراعة و611،000 كيلومتر مربع (236,000 ميل مربع) من المراعي والأراضي القش.
المنتجات الحيوانية الرئيسية ومنتجات الألبان، والجلود، واللحوم، والصوف. وتشمل المحاصيل الرئيسية للبلاد القمح والشعير، والقطن، والأرز. صادرات القمح، مصدرا رئيسيا للعملة الصعبة، رتبة بين السلع الرائدة في تجارة التصدير في قزاقستان. في عام 2003 حصدت قزاقستان 17600000 طن من الحبوب في الإجمالي، وهو أعلى بنسبة 2.8٪ مقارنة بعام 2002. الزراعة القزاقستانية لا يزال لديها العديد من المشاكل البيئية من خلال سوء الإدارة لسنواتها في الاتحاد السوفيتي. ويتم إنتاج بعض النبيذ القزاقستاني في الجبال إلى الشرق من ألماتي.
ويعتقد أن قزاقستان تكون واحدة من الأماكن التي نشأت بها التفاح، لا سيما سلف البرية. وليس له اسم شائع في اللغة الإنجليزية، ولكن من المعروف في قزاقستان المحلية هي ألما. المنطقة التي يعتقد أن تنشأ يسمى ألماتي: «الغنية بالتفاح» هذه الشجرة لا تزال موجودة البرية في جبال آسيا الوسطى، في جنوب قزاقستان وقيرغيزستان وطاجيكستان وسنجان في الصين.

### الموارد الطبيعية
قزاقستان لديها إمدادات وفيرة من الموارد المعدنية والوقود الأحفوري يمكن الوصول إليها. وقد اجتذب تطوير البترول والغاز الطبيعي، واستخراج المعادن أكثر من أكثر من 40 مليار دولار في الاستثمار الأجنبي في قزاقستان منذ عام 1993 وتمثّل نحو 57 ٪ من الناتج الصناعي للبلاد (أو ما يقرب من 13 ٪ من الناتج المحلي الإجمالي). وفقا لبعض التقديرات، قزاقستان لديها ثاني أكبر احتياطي من اليورانيوم والكروم والرصاص والزنك، ولديها ثالث أكبر احتياطي من المنغنيز، وخامس أكبر احتياطي نحاس، وتصنّف ضمن المراكز العشرة الأولى في تصدير الفحم، والحديد، والذهب. بل هو أيضا مصدر للألماس. ربما الأكثر أهمية بالنسبة للتنمية الاقتصادية وقزاقستان أيضا لديها حاليا و11 أكبر احتياطي نفطي مؤكد في كل من البترول والغاز الطبيعي
في المجموع، هناك 160 من الودائع لدى أكثر من 2.7 مليار طن من البترول. وقد أظهرت الاستكشافات النفطية أن الودائع على شاطئ بحر قزوين ليست سوى جزء صغير من وديعة أكبر من ذلك بكثير. يقال إن 3.5 مليار طن من النفط و2.5 تريليون متر مكعب من الغاز يمكن العثور عليها في هذا المجال. عموما تقدير مكامن النفط في قزاقستان هو 6.1 مليار طن. ومع ذلك، لا يوجد سوى 3 مصافي داخل البلد، وتقع في أتيراو، بافلودار، وشيمكنت. هذه ليست قادرة على معالجة إجمالي إنتاج النفط الخام الكثير من ذلك يتم تصديرها إلى روسيا. وفقا لإدارة معلومات الطاقة الأمريكية قزاقستان كانت تنتج حوالي 1,540,000 برميل (245,000 M3) من النفط يوميا في عام 2009.
كما تسعى قزاقستان على نفسها لشغل مقعد في أعلى 10 منتجي النفط في العالم، في عام 2011 جمعية KAZENERGY ستستضيف KAZENERGY المنتدى السادس الأوراسي في أستانا، 4-5 أكتوبر. 2011. المنتدى هو منصة حوار مؤثر يوحد صناعة الطاقة بأكملها، وبذلك شركات النفط والغاز معا. وأوراسيا المنتدى KAZENERGY هو حدث سنوي في صناعة البترول والطاقة من قزاقستان ومنطقة بحر قزوين.
كما تمتلك قزاقستان ودائع كبيرة من الفوسفوريت. واحدة من أكبر الاحتياطات المعروفة كونها حوض Karatau مع 650 مليون طن من P2O5 وديعة من Chilisai من Aktyubinsk / أكتوب حوض الفوسفوريت تقع في شمال غرب قزاقستان، مع مورد 500-800 مليون طن من خام 9 ٪.
في 17 أكتوبر 2013، قبلت مبادرة الشفافية في مجال الصناعات الاستخراجية (EITI) قزاقستان باسم «المبادرة المتوافقة» وهذا يعني أن البلاد لديها العملية الأساسية وأداء لضمان الكشف المنتظم لعائدات الموارد الطبيعية.

### النقل
وهناك طريق سريع جديد بين ألماتي والحدود مع الصين على الحد من أوقات العبور من حوالي ستة إلى ثلاث ساعات [بحاجة لمصدر] وترتبط معظم المدن عن طريق السكة الحديد؛ القطارات عالية السرعة تذهب من ألماتي (في جنوب المدينة) إلىبتروبافل (مدينة شمال) في حوالي 18 ساعة.

### المصرفية
شهدت الصناعة المصرفية في جمهورية قزاقستان دورة الازدهار والكساد وضوحا خلال 2000s في العقد. بعد عدة سنوات من التوسع السريع في منتصف 2000، انهار القطاع المصرفي في عام 2008. العديد من المجموعات المصرفية الكبيرة، بما في ذلك بنك BTA JSC وبنك التضامن، تخلفت بعد فترة وجيزة. منذ ذلك الحين، قد تقلصت صناعة وأعيدت هيكلة، مع القروض على نطاق المنظومة انخفض إلى 39 ٪ من الناتج المحلي الإجمالي في عام 2011 من 59 ٪ في عام 2007. على الرغم من أن النظم المصرفية الروسية والقزاقستانية مشاركة العديد من القواسم المشتركة، وهناك أيضا بعض الاختلافات الجوهرية. شهدت البنوك في قزاقستان فترة طويلة من الاستقرار السياسي والنمو الاقتصادي. جنبا إلى جنب مع نهج عقلاني للسياسة التمويل المصرفي، وقد ساعد هذا دفع النظام المصرفي قزاقستان إلى مستوى أعلى من التنمية. التقنية المصرفية والأفراد على حد سواء المؤهلات أقوى في قزاقستان مما كانت عليه في روسيا. على الجانب السلبي، والاستقرار الماضية في قزاقستان نشأت عن تجمع تقريبا كل السلطة السياسية في يد فرد واحد - العامل الرئيسي في أي تقييم لنظام أو بلد للخطر. وهناك إمكانية لاضطرابات خطيرة إذا وعندما يمر في أيدي سلطة جديدة.

## السكان

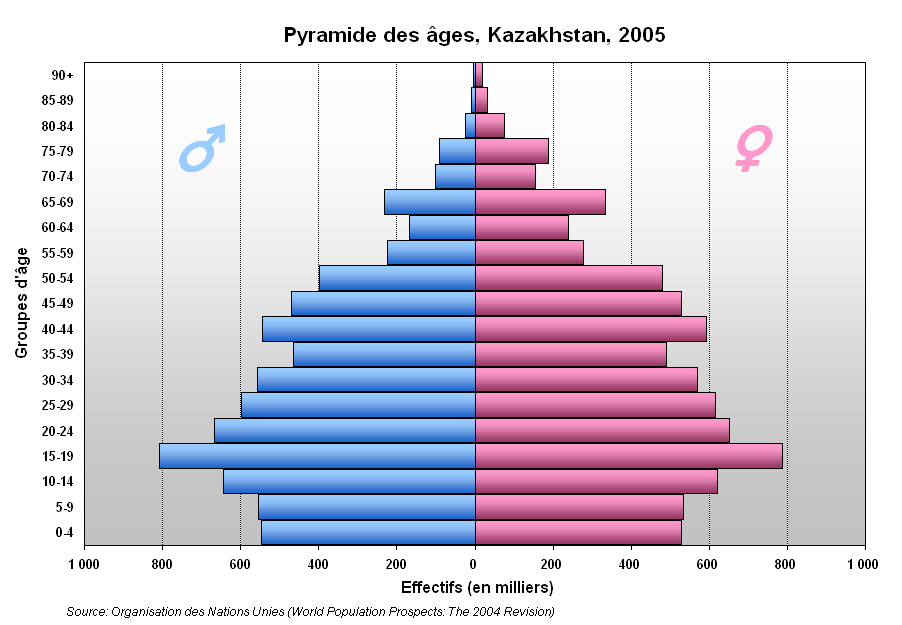
هرم السكان 2005.

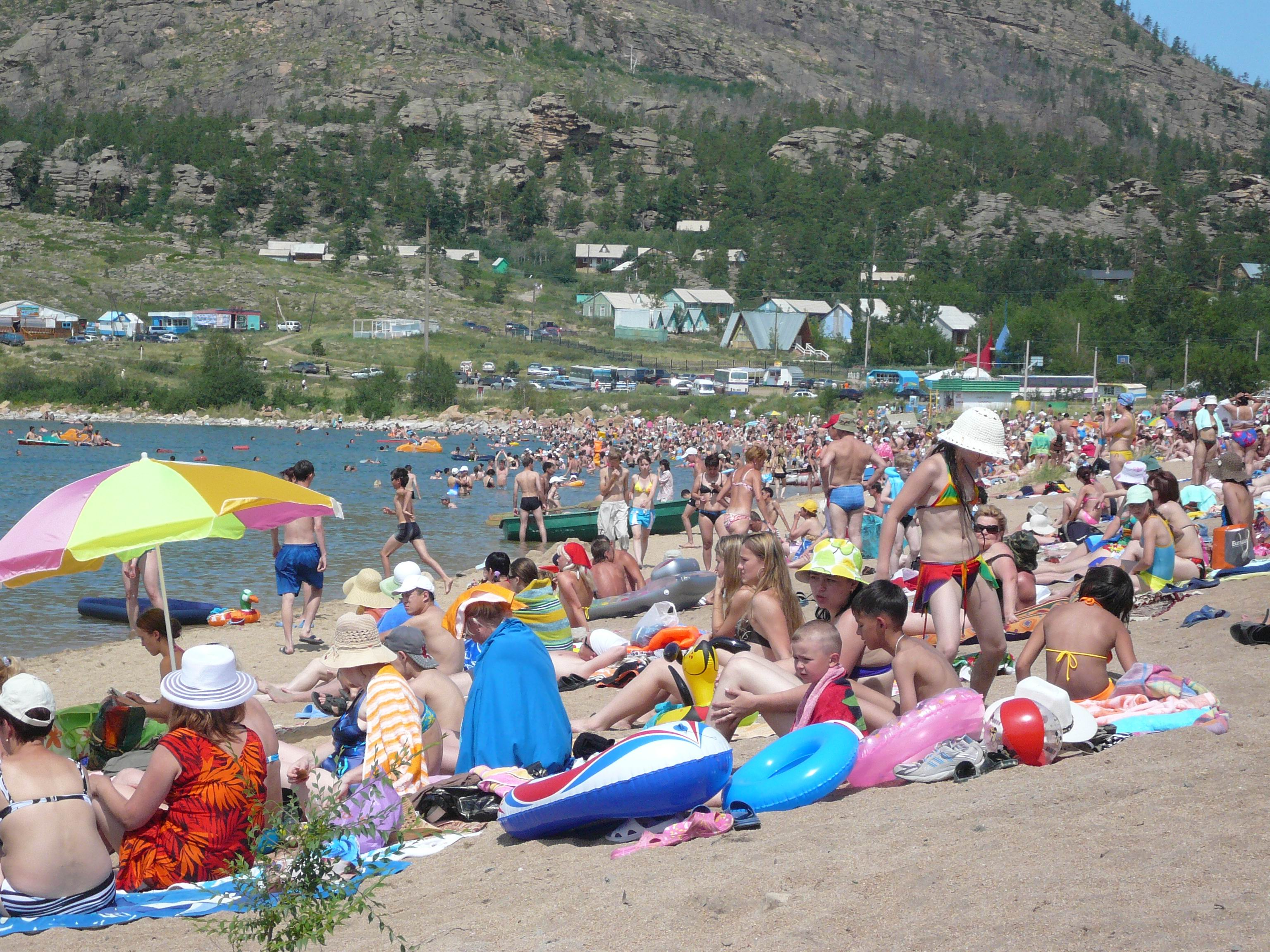
قزاقستان على شاطئ بحيرة، مقاطعة بافلودار.

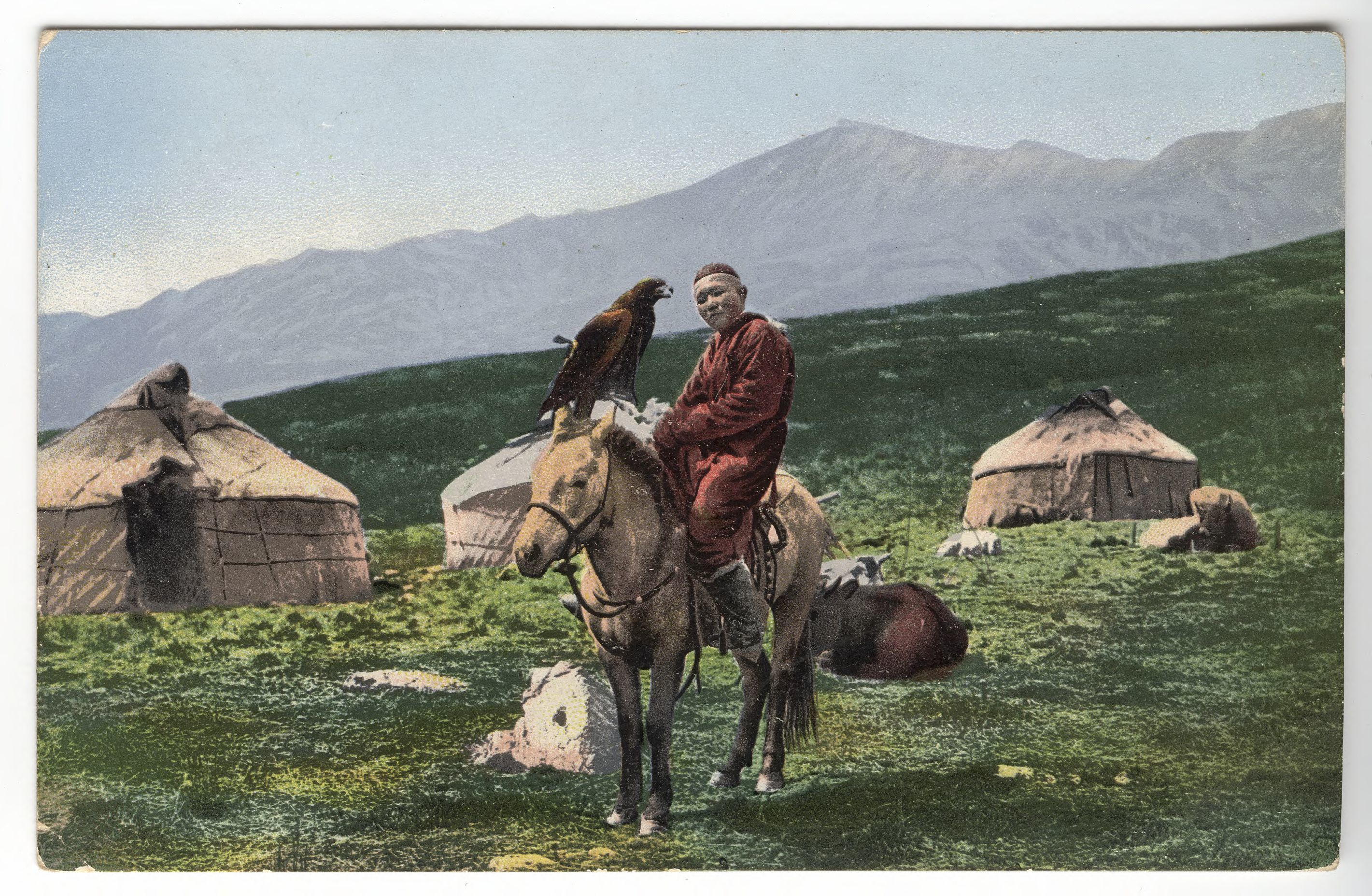
الرجل القزاقستاني على حصان مع النسر الذهبي. (الصورة التي اتخذت حوالي عام 1911-1914.)

تقدر قائمة قاعدة بيانات مكتب الإحصاء الأمريكي الدولي عدد السكان الحالي في قزاقستان 15460484، في حين مصادر الأمم المتحدة، مثل شعبة السكان في الأمم المتحدة تعطي تقديرا 15753460. وتشير التقديرات لعدد سكان قزاقستان لعام 2018 18,491,470 مليون نسمة، منها 46 ٪ في المناطق الريفية و 54 ٪ في المناطق الحضرية. وفي عام 2013، ارتفع عدد سكان قزاقستان إلى 17,280,000 بمعدل نمو 1.7 ٪ خلال العام الماضي وفقا لوكالة الإحصاء قزاقستان.
تقديرات السكان لعام 2009 هو 6.8٪ أعلى من السكان ورد في التعداد الأخير من يناير 1999. تم القضاء على انخفاض عدد السكان التي بدأت بعد عام 1989 وربما عكس. الرجال والنساء يشكلن 48.3 ٪ و51.7 ٪ من السكان على التوالي.
القزاق يمثلون 63.1 ٪ من السكان، والروس 23.7 ٪ العرقية، [1] مع مجموعة واسعة من الجماعات الأخرى الممثلة، بما في ذلك التتار (1.3 ٪)، والأوكرانيين (2.1 ٪)، الأزبك (2.8 ٪)، البيلاروس، الأويغور (1.4 ٪)، الأذربيجانيين والبولنديين، والليتوانيين. وكذلك بعض الأقليات مثل الألمان (1.1 ٪) (الألمان الذين استقروا سابقا في روسيا، وخاصة الألمان الفولغا)، والأوكرانيين، والكوريين، الشيشان، المسخيت الأتراك، والمعارضين السياسيين للنظام الروسي تم ترحيلهم إلى قزاقستان في 1930 و1940 من قبل ستالين، وبعض من معسكرات العمل السوفيتية أكبر (معسكرات العمل) كانت موجودة في البلاد.
ترتبط الهجرة الروسية كبيرا أيضا مع اراضي العذراء حملة وبرنامج الفضاء السوفيتي في عهد خروشوف. وفي عام 1989، بلغت نسبة السكان من أصل روسي 37.8٪، وشكّل القزاق أغلبية في فقط 7 من 20 من مناطق البلاد.
هناك أيضا جالية يهودية صغيرة ولكنها نشطة. قبل عام 1991 كان هناك مليون من الألمان في قزاقستان، ومعظمهم هاجر إلى ألمانيا في أعقاب انهيار الاتحاد السوفيتي. معظم أفراد الأقلية اليونانية بونتيان أصغر إلى اليونان. في أواخر 1930 تم ترحيل الآلاف من الكوريين في الاتحاد السوفيتي إلى آسيا الوسطى. ومن المعروف الآن مثل هؤلاء الناس كوريو - سارام.
وتميز عام 1990 بهجرة العديد من الروس في البلاد والفولغا الألمان، وهي العملية التي بدأت في 1970. جعلت هذه القزاق الأصليين أكبر مجموعة عرقية. عوامل إضافية في الزيادة في عدد السكان القزاقستانية هي معدلات المواليد والهجرة أعلى من القزاق العرقية من الصين، ومنغوليا، وروسيا.
في أوائل القرن 21، أصبحت قزاقستان واحدة من الدول الرائدة في التبني الدولي. وقد أثار هذا بعض الانتقادات مؤخرا في برلمان قزاقستان، وذلك بسبب مخاوف بشأن السلامة ومعالجة الأطفال إلى الخارج وأسئلة بخصوص انخفاض مستوى السكان في قزاقستان.

### اللغات
قزاقستان رسميا بلد ثنائي اللغة: القزاقية، وهي لغة تركية يتم التحدث بها أصلا من قبل 64.4٪ من السكان، تعتبر هي لغة «الدولة»، في حين الروسية، التي يتحدث بها معظم القزاق، يتم تعريفها كلغة رسمية، وتستخدم بشكل نمطي في مجال الأعمال التجارية، والحكومة، والاتصالات بين الجماعات العرقية، على الرغم من ذلك يتم استبدال ببطء لغات الأقليات الأخرى المستخدمة في قزاقستان تشمل الأوكرانية والأويغور، قيرغيزستان، التتار، الأزبك والمنغولية. الإنجليزية اكتسبت شعبيتها بين الشباب منذ انهيار الاتحاد السوفيتي. يجري التعليم في قزاقستان باستخدام اللغة القزاقستانية أو الروسية أو كليهما.

### الأعياد والعطلات الرسمية
- المصدر:-[65][66]

| تاريخ         | الاسم العربي                       | الاسم المحلي                        |
| ------------- | ---------------------------------- | ----------------------------------- |
| 1 يناير       | العام الجديد                       | Жаңа жыл                            |
| 8 مارس        | اليوم العالمي للمرأة               | Халықаралық әйелдер күні            |
| 22 مارس       | نيروز                              | Наурыз мейрамы                      |
| 1 مايو        | يوم وحدة شعوب قزاقستان             | Қазақстан халықтарының бірлігі күні |
| 9 مايو        | يوم النصر (الحرب العالمية الثانية) | Жеңіс күні                          |
| 30 أغسطس      | يوم الدستور                        | Конституция күні                    |
| 25 أكتوبر     | يوم الجمهورية                      | Республика күні                     |
| 16 و17 ديسمبر | يوم الاستقلال                      | Тәуелсіздік күні                    |

- عدة أعياد موروثة عن الحقبة السوفيتية: 8 مارس (اليوم العالمي للمرأة) كان يحتفل به في الاتحاد السوفيتي (و ما زال لليوم في روسيا); 9 ماي (وليس 8 كما في أوروبا) يمجد نصر 1945; 1 ماي، عيد مهم في الحقبة السوفيتية تم الإبقاء عليه ولكن مع تغيير المعنى (يوم وحدة شعوب قزاقستان). الأعياد السوفيتية الأخرى (يوم الجيش الأحمر...) ليس لهم وجود رسمي ولكن الاحتفالات بها تواصلت من قبل السكان بطريقة غير رسمية وخاصة.
- أيام الأعياد الدينية، المسيحية والإسلامية، ليست أيام عطلة رسمية.
- عيد النيروز يحتفل به في أول يوم من الشهر القمري القزاقي الذي يحمل نفس الاسم الموافق للانقلاب الربيعي. وهو عيد يعود إلى عصور الشعوب الآرية ويحتفل به في كامل آسيا الوسطى.

### الدين
| \| الدين في كازاخستان[67] \| الدين في كازاخستان[67] \| الدين في كازاخستان[67] \| الدين في كازاخستان[67] \| الدين في كازاخستان[67] \| \| ---------------------- \| ---------------------- \| ---------------------- \| ---------------------- \| ---------------------- \| \| الديانة \| الديانة \| \| النسبة \| النسبة \| \| الإسلام \| الإسلام \| \| 70% \| 70% \| \| الأرثوذكسية \| الأرثوذكسية \| \| 20% \| 20% \| \| لا شيء \| لا شيء \| \| 4% \| 4% \| \| الكاثوليكية \| الكاثوليكية \| \| 3% \| 3% \| \| البروتستانتية \| البروتستانتية \| \| 2% \| 2% \| \| أخرى \| أخرى \| \| 1% \| 1% \| |               |  |        |        |
| الدين في كازاخستان |               |  |        |        |
| الديانة | الديانة       |  | النسبة | النسبة |
| الإسلام | الإسلام       |  | 70%    | 70%    |
| الأرثوذكسية | الأرثوذكسية   |  | 20%    | 20%    |
| لا شيء | لا شيء        |  | 4%     | 4%     |
| الكاثوليكية | الكاثوليكية   |  | 3%     | 3%     |
| البروتستانتية | البروتستانتية |  | 2%     | 2%     |
| أخرى | أخرى          |  | 1%     | 1%     |

وفقا لتعداد 2009، فإن 70٪ من السكان هم من المسلمين، و26٪ من المسيحيين، و0.1٪ بوذيين، والباقي 0.2٪ (معظمهم من اليهود)، بينما يصنف 3٪ كغير مؤمنين، في حين 0.5٪ اختار عدم الرد. ووفقا للدستور فإن قزاقستان دولة علمانية.
المسيحية الكاثوليكية تمارس في بعض الجهات (خاصة في شمال البلاد) ولكن عدد معتنقيها من بولونيين وألمان يتقلص، فهؤلاء يغادرون قزاقستان ليلتحقوا ببلدانهم الأصلية (البابا يوحنا بولس الثاني قام بزيارة الأسطانا من 22 إلى 27 سبتمبر 2001). وكذلك اليهودية: رغم أن هناك كنيس تم بناؤه حديثا في الأسطانا، إلا أن غالبية اليهود هاجروا إلى إسرائيل.
منذ استقلال البلاد، إعادة إحياء للدين شهدت النور. عدد هام من الجوامع والكنائس بنيت. والدين عند البعض وسيلة لتعبئة النقص الأيديولوجي الذي تركه رحيل الاشتراكية; وهي وسيلة لإبراز الانتماء الثقافي: العودة إلى الإسلام تعبر عن تجسيد للهوية القزاقية وتطبيق المسيحية (أرثودكسية وكاثوليكية) يهدي نقطة لتواصل الشعوب السلافية التي تناقص عددها.
في موازاة ذلك، هناك حضور للطوائف الجديدة البروتستانتية و (شهود يهوه). وهذه الطوائف تضم معتنقين جددا من السكان المسلمين والمسيحيين. قد أتى بها عدد هام من المبشرين، عادة من الدول الأنكلوسكسونية وهي ليست مرحب بها من قبل السلطات التي ترى فيها أيادي خارجية.
الإسلام هو أكبر دين يمارس في قزاقستان، 70٪ من سكان البلاد هم مسلمين وفقا لتعداد وطني عام 2009. القزاق من المسلمين ذات أغلبية سنية في المذهب الحنفي. من الجغرافيا لها، قزاقستان هي شمال دولة ذات أغلبية مسلمة في العالم. القزاق يشكلون أكثر من نصف مجموع السكان، والجماعات العرقية الأخرى من المسلمين تشمل الأزبك، والتتار الأويغور. الإسلام وصل لأول مرة على حواف الجنوب من المنطقة في القرن 8 من العرب. الجماعة الأحمدية مسلم وهذا هو أيضا، التي أنشئت في عام 1991 في قزاقستان، وبخاصة في ألماتي. المسلمين بغير طائفة الذين يرفضون سلطة الحديث، والمعروفة باسم القرآنيين، Quraniyoon، أو أهل القرآن، موجودة أيضا في قزاقستان.

### من شخصياتها في التاريخ الإسلامي
- الفارابي محمد بن محمد بن أوزلغ بن طرخان، أبو نصر، ولد عام 259هـ- 872م، وتوفي عام 339هـ- 950م، وهو فيلسوف إسلامي لقب بالمعلم الثاني لشرحه كتب أرسطو، ومن أشهر مؤلفاته آراء أهل المدينة الفاضلة وتحصيل السعادة.
- إسماعيل بن حماد الجوهري، أبو نصر، توفي (على الأرجح) عام 393هـ-1002م، ومن أشهر مؤلفاته الصحاح.
- الظاهر بيبرس الملك الظاهر ركن الدين بيبرس العلائي البُنْدُقْدارِي الصالحي النجمي لقب بـأبي الفتوح. سلطان مصر والشام ورابع سلاطين الدولة المملوكية ومؤسسها الحقيقي.[74]

## التعليم

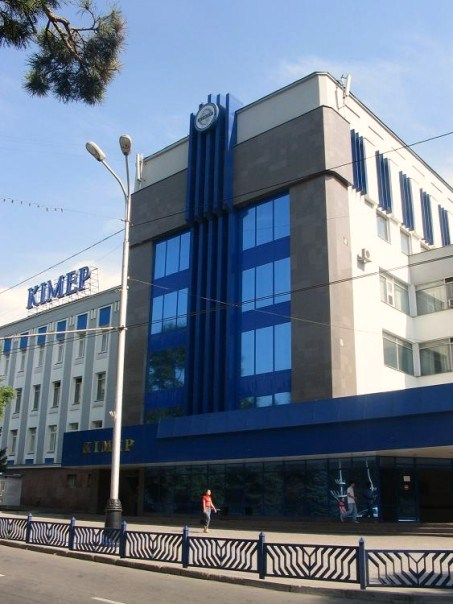
جامعة KIMEP، ألماتي، واحدة من أفضل الجامعات في قزاقستان.

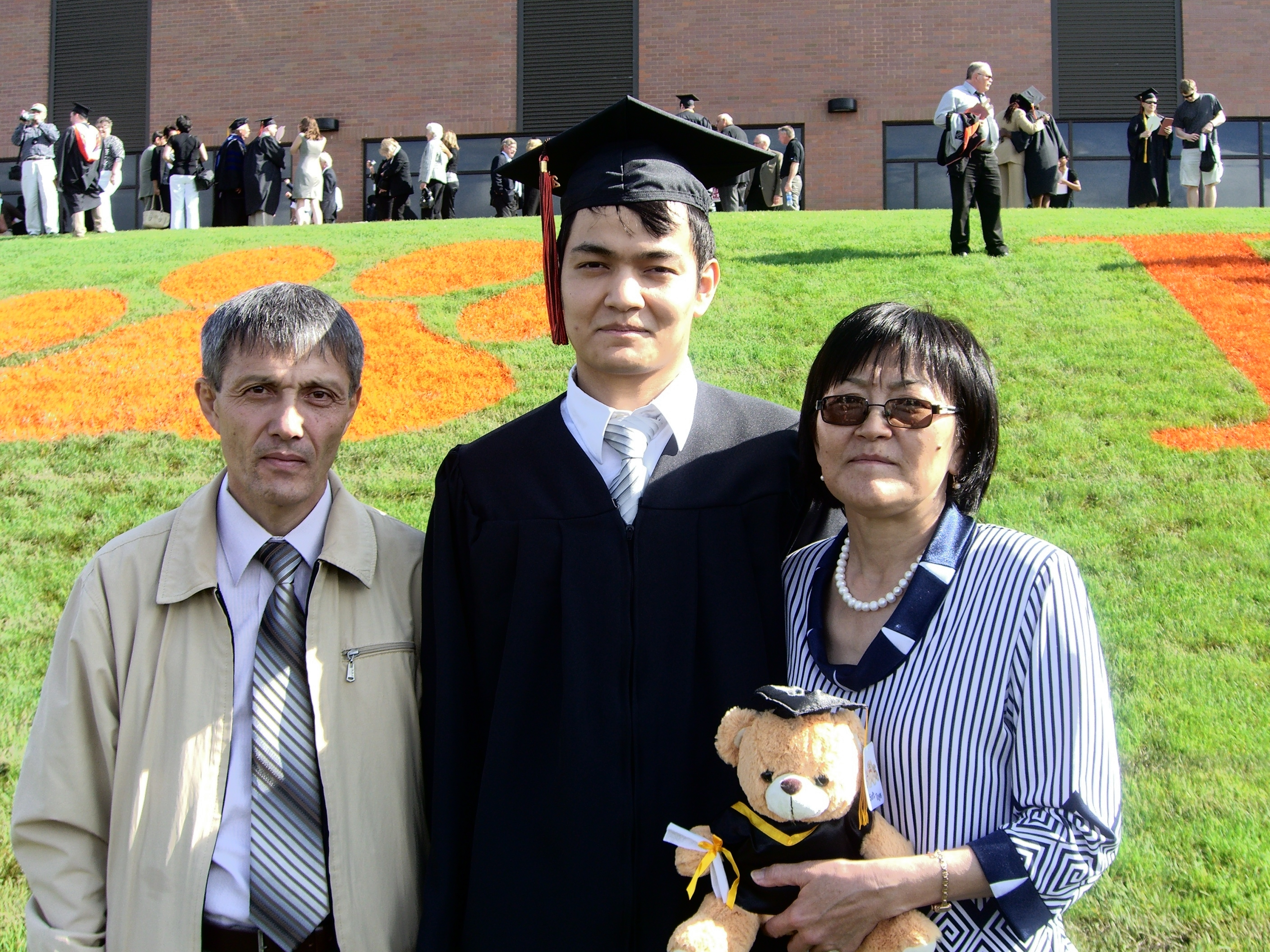
يوم التخرج من عالم.

التعليم هو عالمي وإلزامي حتى المرحلة الثانوية ومعدل معرفة القراءة والكتابة بين البالغين 99.5 ٪ يتمثل نظام التعليم العالي لجمهورية قزاقستان بوجود 180 مؤسسة للتعليم العالي و 86 فرعاً للجامعات وهناك 9 جامعات رائدة تتمتع بوضع خاص. وبغرض تطوير نظام إعداد وتحسين المهارات المهنية تم خلال سنة 2004 افتتاح 5 جامعات جديدة.
يشهد النظام التعليمي تطوراً متسارعاً من حيث الكم والنوع. ومن بين 41 ألف شخص هم أعضاء الطاقم التعليمي في الجامعات هناك 2520 بروفيسور و 11610 عضو هيئة تدريس يحملون درجة الدكتوراه. أما عدد الطلاب لكل 10000 شخص من عدد السكان فقد ارتفع من 257 طالباً خلال العام الدراسي 2000-2001 إلى 439 طالباً خلال العام الدراسي 2003-2006.
وضمن مساعي تحقيق البرنامج التعليمي الحكومي الذي تم تبنيه سنة 2000 تم تعزيز معايير التعليم العالي المتخصص. وجرى أيضاً تطوير معايير التعليم العالي الحكومية ضمن البرامج التعليمية الموحدة. وتقدم مؤسسات التعليم العالي والجامعات 7000 مساقاً تدريسياً متنوعاً.
وبهدف توفير الفرص المتساوية للحصول على التعليم المهني العالي المعزز بأرقى درجات التدريب المهني للشباب، تم إدخال نظام وطني للمنح التعليمية الحكومية على أساس تنافسي.
وفي 5 نوفمبر 1993 أصدر رئيس جمهورية قزاقستان مرسوماً بإنشاء نظام البعثات التعليمية الدولية. وتهدف هذه المبادرة إلى مساعدة الشباب الموهوبين للحصول على التعليم العالي المتميز خارج البلاد لكي يتمكن هؤلاء من الإسهام بخبراتهم في رفد مسيرة التقدم والتنمية في البلاد. وخلال الفترة 1994 إلى 2004 تم تقديم منح دراسية دولية إلى حوالي 800 طالب. وقد أصبح نظام المنح التعليمية الدولي نوعاً من الضمان للتنمية المهنية الناجحة للطلبة المستفيدين من هذه المنح. ويشغل معظم خريجو البرنامج مواقع مرموقة في الدوائر الحكومية المؤسسات الدولية أو الشركات الخاصة ويعملون في مختلف المشاريع الحكومية والدولية وبهذا يقدمون إسهامات كبيرة لحركة التنمية في جمهورية قزاقستان. ومن بين خريجي البرنامج: رئيس البروتوكول في إدارة الرئاسة، نائب رئيس شؤون الخدمة العامة، نائب وزير التربية والعلوم، نائب وزير الشؤون البيئية ومستشاري رئيس الوزراء.
واعتباراً من سنة 2005 يتولى مركز البرامج الدولية إدارة عملية اختيار المبعوثين ضمن برنامج المنح الدولية والذي تم إنشاؤه بموجب المرسوم رقم 304 الصادر عن حكومة جمهورية قزاقستان بتاريخ 4 أبريل 2005 لغرض تحقيق مبادرة رئيس الدولة التي تم الإعلان عنها في الخطاب السنوي للشعب بخصوص زيادة عدد المشاركين في برنامج المنح الدولية سنوياً.
وللمرة الأولى لم تعد المنح تقتصر على طلبة الماجستير والدكتوراه بل أصبحت تشمل طلبة البكالوريوس أيضاً. وبالإضافة إلى ذلك تم توسعة قائمة الدول التي يمكن للطلبة السفر إليها للدراسة بحيث أصبحت تضم كلاً من الدول التالية: الولايات المتحدة، بريطانيا، ألمانيا، روسيا، أستراليا، النمسا، هنغاريا، الدانمارك، إسبانيا، إيطاليا، كندا، الصين، ماليزيا، هولندا، نيوزيلندا، النرويج، بولندا، سنغافورة، فنلندا، فرنسا، جمهورية التشيك، سويسرا، السويد، كوريا الجنوبية واليابان.
وفي سنة 2005 بلغ عدد المتقدمين للحصول على المنح الدراسية 6698 طالباً أي بزيادة 45 ضعفاً مقارنة مع عدد المتقدمين في السنة السابقة.
ونظراً لزيادة عدد المتقدمين للحصول على المنح الدراسية لم تتغير المبادئ الرئيسية للبرنامج:
- التطور الأكاديمي للمرشحين.
- الحفاظ على الصورة الإيجابية للبرنامج داخل البلاد وخارجها.
- الشفافية والعدالة في عملية الاختيار.
- الدراسة في الجامعات العالمية الرائدة.

وقد قامت اللجنة الجمهورية المكلفة باتخاذ القرارات النهائية بشأن المبعوثين بتقديم منح دراسية إلى 1756 طالباً هذا العام.
وفي سنة 2000، ومن خلال مبادرة الرئيس تم إنشاء اتحاد لخريجي برنامج البعثات الدراسية الدولية بهدف توفير منبر يمكن لطلبة البرنامج التواصل من خلاله والتعبير عن مواهبهم وإبداعاتهم على الصعيد العملي.

### العلوم والتكنولوجيا

اتجاهات الإنفاق على البحوث في آسيا الوسطى، كنسبة مئوية من الناتج المحلي الإجمالي، 2001-2013. المصدر: تقرير اليونسكو للعلوم: 2030 (2015)، الشكل 14.3.

لا تزال الأبحاث متركّزة إلى حد كبير في مدينة ألماتي، أكبر مدن قزاقستان، وعاصمتها السابقة، التي تضم 52% من العاملين في مجال الأبحاث. وتقتصر الأبحاث العامة إلى حد كبير على المعاهد، ولا تقدم الجامعات سوى مساهمة رمزية. تتلقى معاهد البحوث تمويلها من مجالس البحوث الوطنية تحت مظلة وزارة التعليم والعلوم. ومع ذلك، فإن إنتاجها يميل إلى الانفصال عن احتياجات السوق. وفي قطاع الأعمال، تجري عدد قليل من المؤسسات الصناعية بإجراء البحوث بنفسها.

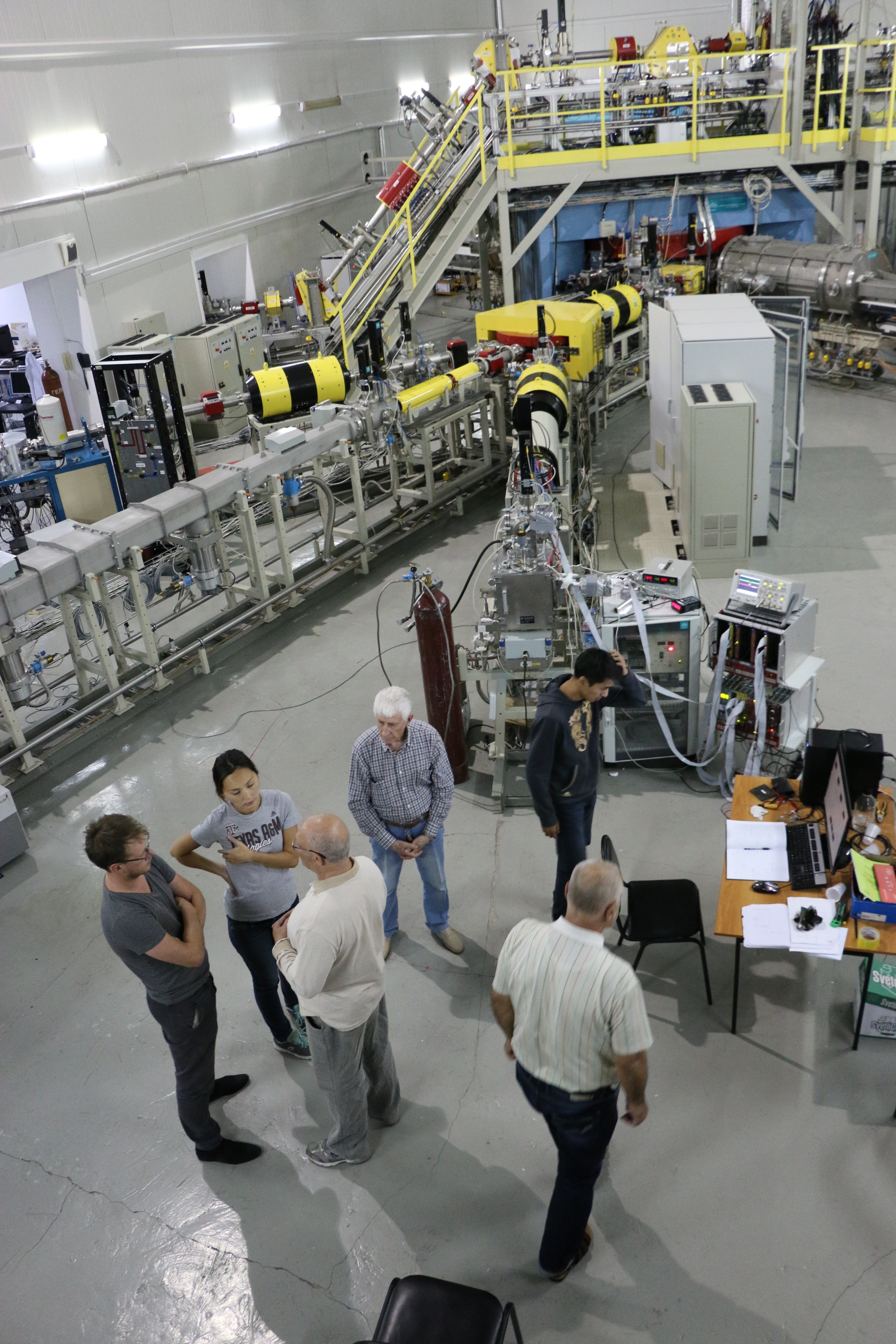
مجموعة من علماء الفيزياء القزاقستانيين يعملون في معجل الأيونات DC-60 بالتعاون مع باحثين أزبكيين

كان أحد الأهداف الأكثر طموحًا لبرنامج الدولة لتسريع التنمية الصناعية والابتكارية الذي اعتمد عام 2010 هو رفع مستوى إنفاق البلاد على البحث والتطوير إلى 1 في المائة من الناتج المحلي الإجمالي بحلول عام 2015. وبحلول عام 2013، بلغت هذه النسبة 0.18 في المائة من الناتج المحلي الإجمالي. سيكون من الصعب الوصول إلى الهدف طالما بقي النمو الاقتصادي قوياً. [بحاجة لتحديث] منذ عام 2005، نما الاقتصاد بشكل أسرع (بنسبة 6 بالمائة في عام 2013) من إجمالي الإنفاق المحلي على البحث والتطوير. التنمية، والتي تقدمت فقط من 598 مليون دولار على أساس تعادل القوة الشرائية إلى 714 مليون دولار على أساس تعادل القوة الشرائية بين عامي 2005 و 2013.
تضاعف الإنفاق على الابتكار في قزاقستان بين عامي 2010 و 2011، وهو ما يمثل 235 مليار تينغ قزاقستاني (حوالي 1.6 مليار دولار أمريكي)، أو حوالي 1.1 بالمائة من الناتج المحلي الإجمالي. وقد أنفقت الدولة حوالي 11% من الإجمالي على البحث والتطوير. ويقارن هذا بنحو 40 إلى 70 في المائة من الإنفاق على الابتكار في البلدان المتقدمة. وكان هذا النمو راجعاً إلى الارتفاع الحاد في تصميم المنتجات وإدخال خدمات وأساليب إنتاج جديدة خلال هذه الفترة، على حساب اقتناء الآلات والمعدات، التي شكلت تقليدياً الجزء الأكبر من الإنفاق على الابتكار في قزاقستان. وتمثل تكاليف التدريب 2% فقط من الإنفاق على الابتكار، وهي حصة أقل بكثير مما هي عليه في البلدان المتقدمة. حلّت قزاقستان في المرتبة 81 في مؤشر الابتكار العالمي عام 2023، وتقدمت للمرتبة 78 في مؤشر عام 2024.

في ديسمبر 2012، أعلن الرئيس نور سلطان نزارباييف عن استراتيجية قزاقستان 2050 وشعارها "أعمال قوية، دولة قوية". وتقترح هذه الاستراتيجية العملية إصلاحات اجتماعية واقتصادية وسياسية شاملة لرفع قزاقستان لتكون بين أفضل 30 اقتصاداً بحلول عام 2050. وفي هذه الوثيقة، تمنح قزاقستان نفسها 15 عاماً للتطور إلى اقتصاد المعرفة. ومن المقرر إنشاء قطاعات جديدة خلال كل خطة خمسية. ركزت أولى هذه المشاريع، التي غطّت الأعوام 2010-2014، على تطوير القدرات الصناعية في مجال تصنيع السيارات وهندسة الطائرات وإنتاج القاطرات وعربات السكك الحديدية للركاب والبضائع. وخلال الخطة الخمسية الثانية حتى عام 2019، تمثّل الهدف في تطوير أسواق التصدير لهذه المنتجات. ولتمكين قزاقستان من دخول السوق العالمية للاستكشاف الجيولوجي، تعتزم البلاد زيادة كفاءة القطاعات الاستخراجية التقليدية مثل النفط والغاز. كما تعتزم تطوير معادن أرضية نادرة، نظراً لأهميتها بالنسبة للصناعات الإلكترونية وتكنولوجيا الليزر والاتصالات والمعدات الطبية. وتتزامن الخطة الخمسية الثانية مع تطوير خارطة طريق "الأعمال 2020" للمؤسسات الصغيرة والمتوسطة، والتي تنص على تخصيص المنح للشركات الصغيرة والمتوسطة في المناطق وللقروض الصغيرة. وتخطط الحكومة والغرفة الوطنية لرواد الأعمال أيضًا لتطوير آلية فعالة لمساعدة الشركات الناشئة.

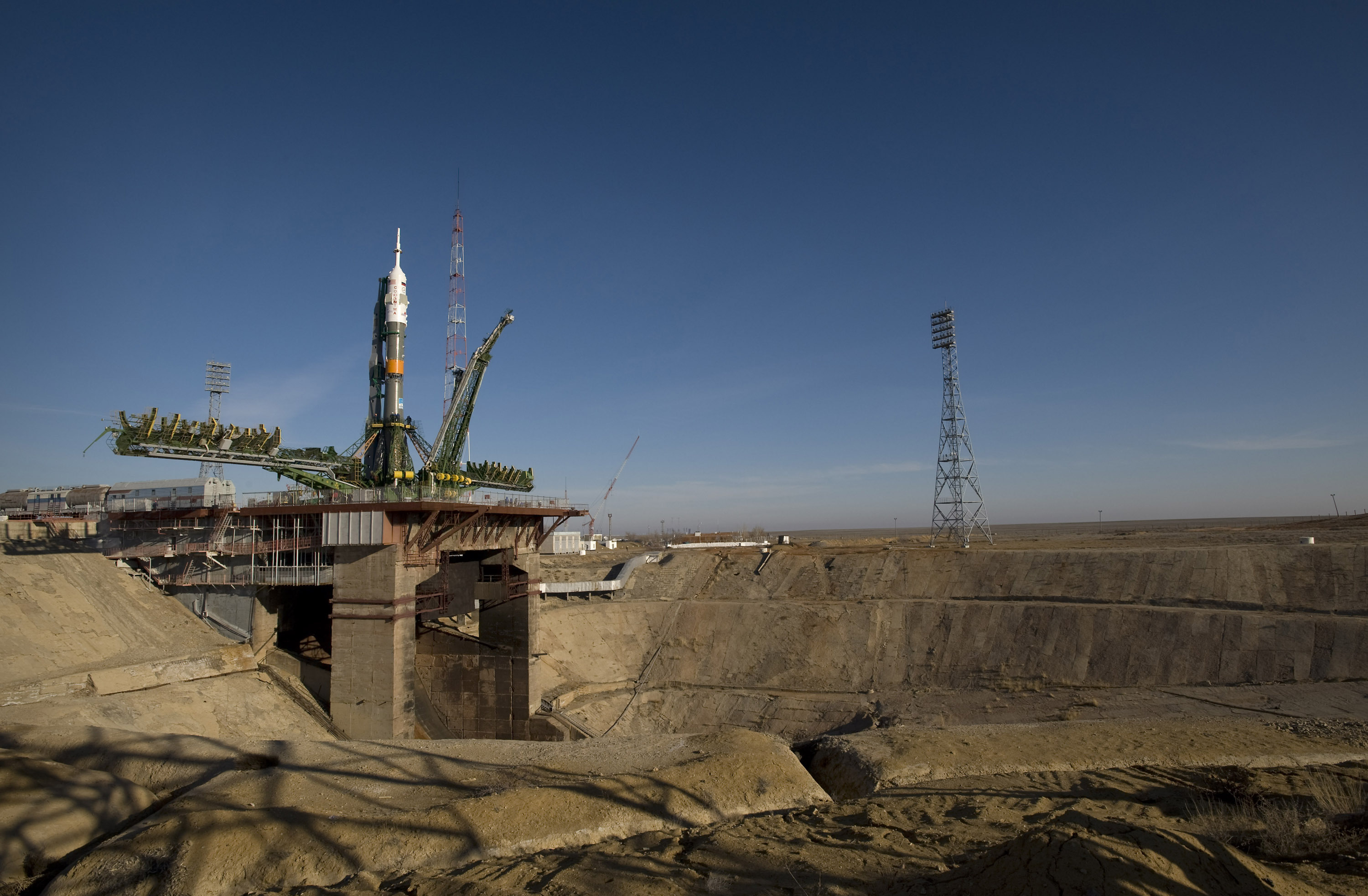
Baikonur Cosmodrome is the world's oldest and largest operational ميناء فضائي.

خلال الخطط الخمسية اللاحقة حتى عام 2050، من المخطط له إنشاء صناعات جديدة في مجالات مثل الهاتف المحمول، والوسائط المتعددة، وتقنيات النانو والفضاء، والروبوتات، والهندسة الوراثية، والطاقة البديلة. وستُطوَّر شركات تصنيع الأغذية بهدف تحويل البلاد إلى مصدر إقليمي رئيسي للحوم البقر ومنتجات الألبان وغيرها من المنتجات الزراعية. وستُستبدل أصناف المحاصيل ذات العائد المنخفض التي تستهلك كميات كبيرة من المياه بمنتجات الخضروات والزيوت والأعلاف. وكجزء من التحول إلى "الاقتصاد الأخضر" بحلول عام 2030، سيتم زراعة 15% من المساحة باستخدام تقنيات توفير المياه. سيتم إنشاء تجمعات زراعية تجريبية وابتكارية وتطوير نباتات معدلة وراثيا.
تحدد استراتيجية قزاقستان 2050 هدف تخصيص 3 في المائة من الناتج المحلي الإجمالي للبحث والتطوير بحلول عام 2050 للسماح بتطوير قطاعات جديدة للتكنولوجيا الفائقة.
أطلق برنامج "قزاقستان الرقمية" عام 2018 لتعزيز النمو الاقتصادي في البلاد من خلال تطبيق التقنيات الرقمية. وولدت جهود الرقمنة في قزاقستان 800 مليار تنغي (1.97 مليار دولار أمريكي) في غضون عامين. وساعد البرنامج في خلق 120 ألف فرصة عمل وجذب 32.8 مليار تنغي (80.7 مليون دولار أمريكي) من الاستثمارات إلى البلاد. أصبحت حوالي 82% من جميع الخدمات العامة مؤتمتة كجزء من برنامج قزاقستان الرقمية.

## حقوق الإنسان ووسائل الإعلام
في نوفمبر 2012، انتخب 183 عضوا للجمعية العامة للأمم المتحدة قزاقستان لولاية ثلاث سنوات في مجلس حقوق الإنسان، ومنتدى الأمم المتحدة الرئيسية لمعالجة المخاوف الراسخة لحقوق الإنسان في جميع أنحاء العالم.
في عام 2009 نشرت قزاقستان National Human Rights Action Plan.
بدعم من وزارة الخارجية الأمريكية و من مكتب الدولة لشؤون الديمقراطية وحقوق الإنسان والعمل (DRL)، وقاعدة نقابة المحامين الأمريكية افتتح مركز دعم وسائل الإعلام في ألماتي لتعزيز حرية التعبير وحقوق الصحفيين في قزاقستان.
أنشأت قزاقستان في عام 2002 منصب أمين مظالم حقوق الإنسان مع صلاحيات لحماية حقوق الإنسان لمواطني قزاقستان من التعديات من قبل المسؤولين في الدولة، و لضمان وضع تشريعات وقائية، ولإدخال وتوسيع البرامج التعليمية
وقال متحدث منتصف مارس 2002 أن صحيفة ريسبوبليكا كانت لوقف الطباعة لمدة ثلاثة أشهر بأمر من المحكمة (مع الحكومة باعتباره المدعي). وتهربت من النظام عن طريق الطباعة تحت عناوين أخرى.

## سيادة القانون
فتح ABA مبادرة سيادة القانون (ABA ROLI) أول مكتب قزاقستان في مدينة ألماتي في عام 1993 ويوجد مقرها حاليا في أستانا. منذ ذلك الحين، كان ABA ROLI مكاتب في شيمكنت وفي Oskemen ABA. تمت زيارتها ROLI أيضا مركز دعم وسائل الإعلام منفصلة في ألماتي.
في مبادرة سيادة القانون في جمعية المحامين الأمريكية لديها برامج لتدريب المهنيين العاملين في قطاع العدالة في قزاقستان.
وقد اتخذت المحكمة العليا في قزاقستان الخطوات الأخيرة لتحديث وزيادة الشفافية والرقابة على النظام القانوني للبلاد. بتمويل من الوكالة الأمريكية لل تنمية الدولية، وABA سيادة القانون بدأت مبادرة برنامج جديد في نيسان 2012 لتعزيز استقلال القضاء والمساءلة من قزاقستان.
استضافت قزاقستان القاعدة الاتحاد الأوروبي أول ندوة مبادرة القانون الإقليمي «القضاء الإداري - النظرية والتطبيق في أوروبا ودول آسيا الوسطى» في استانا في نوفمبر 2012، مع ألمانيا الرصاص. في هذه الندوة، تم عرض مقترحات ملموسة بشأن قواعد لقانون الإجراءات الإدارية.
تعاون المدعي العام لقزاقستان ومكتب التحقيقات الفدرالي في التحقيق المعقد سبع سنوات في 11 فبراير 2006 قتل ثلاثة أضعاف من ألتونبيك سارسنباييف، Baurzhan Baibosyn، وفاسيلي. الدبلوماسي الأمريكي الترتيب في قزاقستان، السفير جون تياد وأشاد في مؤتمر صحافي : «التعاون بين القزاقستاني استثنائية وإنفاذ القانون الأمريكي». «وأكد أن التحقيق تياد مكتب التحقيقات الفدرالي كان مستقلا من مكتب المدعي العام، وكان مكتب التحقيقات الفيدرالي الوصول الكامل والفوري عن جميع المواد والمعلومات»

## الثقافة

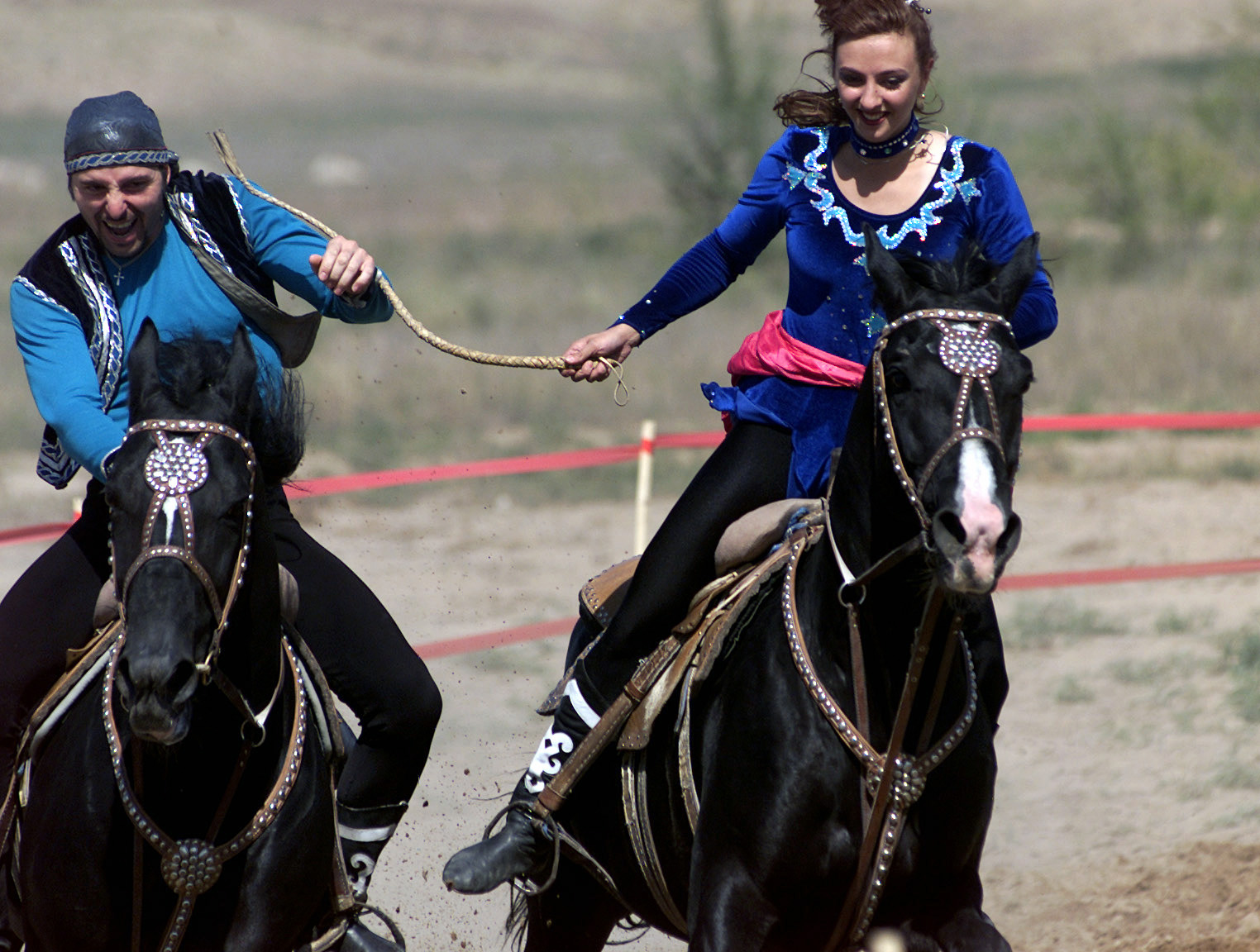
الدراجين في اللباس التقليدي تثبت الفروسية قزاقستان الثقافة من خلال اللعب لعبة التقبيل، («تشيس فتاة»)، واحدة من عدد من الألعاب التقليدية لعبت على ظهور الخيل.

المصادر الرئيسية للأدب الكزخي هي الداستان «اليبير تونغا»، «شو باتير» التي وضعت خلال الفترة الواقعة بين القرن 11 والقرن 3 قبل الميلاد. وقد أثبتت الأبحاث العلمية أن الأحداث الموصوفة فيها ترتبط بشكل وثيق بالتاريخ القديم للشعب الكزخي. وتوضح المخطوطات أن أشعار القبائل التركية تتميز بقوتها وعمق أفكارها وغنى محتواها.
يتمثل التراث الشعبي للأدب التركي بالأساطير والحكايات والأمثال والحكم والأشعار التي تتحدث عن البطولات والأعمال العظيمة. ينبع الأدب الخيالي من الفنون الشعبية، الأمثلة الأولى للفنون الجميلة التي تتعلق بالعصر الحجري. وهي تتجسد في جبال كاراتو وكانتاو على شكل صور حيوانات منقوشة على الصخور.
الرسوم على الصخور في حقبة العصر الحجري الحديث والعصر البرونزي في كهف بايانول (منطقة بافلودار)، ممر تانبالي (منطقة الماتي) (الصور- الأيل، الأسد، الصياد مع القوس، الثور، أدوات الصيد في عربة، البقرة، الخ) وأشكال منقوشة على الحجارة في الساحل الشمالي لبحيرة بالكاش وجميعها تمثل طريقة حياة وعادات القبائل التي عاشت في بلاد الكزخ. ويمكن تقسيم الفنون التركية القديمة في إقليم قزاقستان إلى مجموعتين: فترة كاجانات التركية (القرون 6-8) وفترة كيبشاك (القرون 7-13). ويتمثل معظمها في صورة الإنسان البدائي إضافة إلى صور وأشكال أخرى. وخلال الفترة من القرن 16-18 توقف صنع التماثيل الحجرية بالتدريج وبدلاً من ذلك جرى التركيز على تزيين الأضرحة الحجرية بالمخطوطات الحجرية.
وضمن فنون القبائل القديمة تم تزيين السجاد بأشكال مختلفة وخلال الفترة من القرن 5-7 تم ابتكار أشكال معاصرة من السجاد الكزخي. وفي الفترة بين القرن 8-12 في مدن جاسي، أوتيرار، سيجاناك، تاراز، سايرام، كولان، ميركي، بالاساجون، تم تطوير أنواع عديدة من الفنون. كانت الأوعية والأواني الفخارية تستخدم لحفظ المياه وتم تصوير مشاهد من الحياة واستخدام الألوان المختلفة في الطلاء (الأسود، البني، الأصفر، الأحمر)، أما المنتجات الجلدية والمعدنية قد تم تزيينها بأشكال من التراث الوطني المتنوعة. وبالنسبة للجدران الخارجية للهياكل المعمارية والأجزاء الداخلية والقباب فقد زينت بأشكال مختلفة تتميز بجمالها الساحر.
وقد استخدمت في قزاقستان أشكال العمارة المعروفة في أوروبا وآسيا والتي ضمت أفضل الأمثلة على الفنون الوطنية منذ أقدم العصور وحتى الآن، حيث زينت من الداخل والخارج بألوان متناسقة وأشكال الزخرفة الرائعة، وتم تأثيثها بالسجاد والخزائن وزينت الطبقات الخارجية بالمنتجات الجلدية والمجوهرات حيث انتشر استخدام الخيوط الذهبية والحريرية. وفي القرن التاسع عشر كانت هناك صور للفنانين الروس (في.في. فيرشاجين الخ) الذين زارو قزاقستان وصوروا حياة سكانها.

### المطبخ
في المطبخ الوطني، يمكن طهي اللحوم الحيوانية في مجموعة متنوعة من الطرق، وعادة ما يقدم مع تشكيلة واسعة من منتجات الخبز التقليدية. وغالبا ما تشمل المرطبات والشاي الأسود والمشروبات المشتقة من الحليب التقليدية مثل عيران، شوبات وكيميز. العشاء القزاقستاني التقليدي ينطوي على العديد من المقبلات على الطاولة، تليها الحساء وأحد أو اثنين من الأطباق الرئيسية مثل بيلاف وبيشباركات. كما يشربون المشروبات الوطنية، والتي يتألف من حليب الفرس المخمرة.

### صناعة الأفلام
يتم تشغيل صناعة السينما بقزاقستان من خلال الاستوديوهات المملوكة للدولة ومقرها في ألماتي. وقد أنتج الاستوديو الحائز على جائزة الأفلام مثل مين بالا، الوئام الدروس، وShal. قزاقستان تستضيف من مهرجان السينمائي الدولي أستانا العمل و Eurasian Film Festival يعقد سنويا. مدير هوليوود تيمور بيكمامبيتوف هو من قزاقستان وأصبح نشطا في سد هوليوود لصناعة السينما قزاقستان. واحدة من الجهاديين له، ايغور Tsay، يدير Kun-Do Action Studios التي وفرت العمل للعديد من حيلة القزاقستانية، بوليوود وهوليوود الأفلام (أبرزها أبراهام لنكولن: مصاص الدماء هنتر).
فاز الصحفي القزاقستاني ارتور بلاتونوف أفضل سيناريو عن فيلمه الوثائقي «النفوس مباعة» حول مساهمة قزاقستان في مجال مكافحة الإرهاب في عام 2013 كان للشركات وسائل الإعلام وجوائز التلفزيون.

## عضوية المنظمات الدولية
عضوية المنظمات الدولية، وتشمل:
- الأمم المتحدة.
- مجلس الشراكة الأوروبية الأطلسية.
- رابطة الدول المستقلة.
- منظمة شنغهاي للتعاون.
- منظمة الأمن والتعاون في أوروبا (OSCE).
- خطة عمل الشراكة الفردية مع الناتو، أوكرانيا، جورجيا، أذربيجان، أرمينيا، مولدوفا، البوسنة والهرسك والجبل الأسود.
- مجلس التركية والمنظمة الدولية للثقافة التركية (TÜRKSOY). (اللغة الوطنية، القزاقستانية، يرتبط إلى أخرى التركية، التي تشترك معها الثقافية والشعوب التركية الروابط التاريخية).
- اليونسكو - انتخب قزاقستان لجنة التراث العالمي لليونسكو 21 عضواً.[94]

## وصلات خارجية
- كازاخستان على مشروع الدليل المفتوح
- أطلس ويكيميديا حول Kazakhstan
- معلومات جغرافية متعلقة بكازاخستان على خريطة الشارع المفتوح